# Katharine Hepburn
Katharine Houghton Hepburn (Hartford, Connecticut, 12 de mayo de 1907-Fenwick, Connecticut, 29 de junio de 2003) fue una actriz estadounidense. Conocida por su fuerte independencia y personalidad enérgica, fue una primera actriz en Hollywood durante más de sesenta años. Intervino en una variedad de géneros que van desde la comedia alocada a dramas basados en obras literarias y recibió cuatro premios Óscar a la mejor actriz, un récord no superado por ningún intérprete hasta la fecha. Es uno de los grandes hitos femeninos de la historia del cine estadounidense. En 1999, Hepburn fue nombrada por el American Film Institute como la mayor estrella femenina de la historia de Hollywood.
Criada en Connecticut por padres reformistas y de clase alta, Hepburn comenzó a actuar mientras estudiaba en el Bryn Mawr College. Tras cuatro años en el teatro, las críticas favorables de su labor en Broadway llamaron la atención de Hollywood. Sus primeros años en la industria del cine estuvieron marcados por el éxito e incluso recibió un premio de la Academia por su tercera película, Gloria de un día (1933), aunque a esta le siguieron una serie de fracasos comerciales que la llevaron a ser calificada como «veneno de taquilla» en 1938. Hepburn planeó su regreso al comprar la cancelación de parte de su contrato con RKO Radio Pictures y adquirir los derechos cinematográficos de The Philadelphia Story, que vendió a condición de ser la protagonista. En la década de 1940 fue contratada por la Metro-Goldwyn-Mayer, donde su carrera se centró en un dúo con Spencer Tracy. La asociación de ambos en pantalla siguió durante 25 años y produjo nueve películas.
Hepburn se desafió en la segunda mitad de su vida cuando apareció regularmente en producciones teatrales de Shakespeare y abordó una amplia gama de papeles de obras literarias. Encontró un lugar propio recreando a solteronas de mediana edad. como en The African Queen (1951), que tuvieron aceptación entre el público. Recibió tres premios más de la Academia por su trabajo en Guess Who's Coming to Dinner (1967), The Lion in Winter (1968) y On Golden Pond (1981). En la década de 1970, comenzó a participar en películas para televisión, que se convirtieron en el foco central de su carrera en su vejez. Se mantuvo activa en el final de su vida y se retiró en 1994 a los 87 años. Tras un período de inactividad y mala salud, Hepburn murió en 2003 a la edad de 96 años.
Fue reconocida por rechazar el sistema publicitario de Hollywood y por negarse a cumplir con las expectativas que la sociedad tenía para con las mujeres. Cuando era joven, se casó con Ludlow O. Smith pero después de su divorcio, vivió sola el resto de su vida aunque mantuvo un romance oculto de 26 años con el actor Spencer Tracy. Con su estilo de vida poco común y los personajes seguros de sí mismos que interpretó en la pantalla, Hepburn personificó a la «mujer moderna» en los Estados Unidos del siglo XX y es recordada como una importante figura cultural.

## Biografía

### Primeros años y educación
Hepburn nació en Hartford, Connecticut, el 12 de mayo de 1907, como la segunda de los seis hijos de Thomas Norval Hepburn (1879-1962), un urólogo del Hospital Hartford, y Katharine Martha Houghton (1878-1951), una activista feminista. Sus padres lucharon por un cambio social en Norteamérica: Thomas Hepburn ayudó a establecer la Asociación de Higiene Social de Nueva Inglaterra, que enseña a la gente las causas de las enfermedades venéreas, mientras que Katharine dirigió en su ancianidad la Asociación de Sufragio Femenino de Connecticut y luego hizo una campaña por el control de la natalidad con Margaret Sanger. Cuando era niña, Hepburn participó junto a su madre en varias manifestaciones a favor del «voto para la mujeres». Los niños Hepburn fueron alentados durante su crianza para que ejercieran la libertad de expresión y a pensar y debatir sobre cualquier tema que quisieran. Sus padres fueron criticados por la comunidad por sus opiniones progresistas, lo cual estimuló a Hepburn a luchar contra los obstáculos con que se encontraría posteriormente. Más tarde afirmó que supo desde muy joven que era el producto de «dos padres muy reconocidos» y atribuyó la base de su éxito a su educación «enormemente afortunada». Permaneció cerca de su familia durante toda su vida.

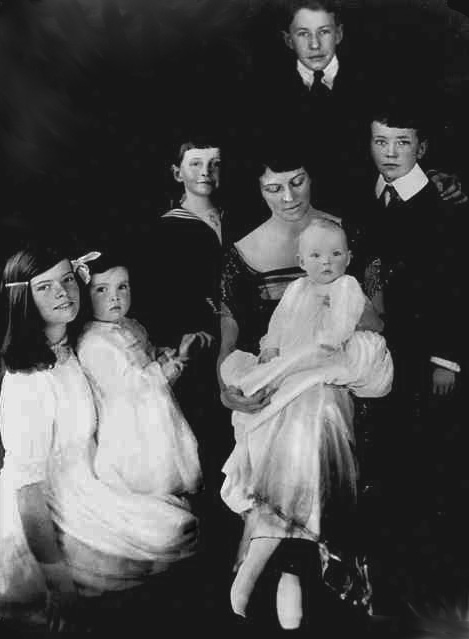
La señora Houghton con sus seis hijos: Katharine (izquierda), Marion, Robert, Thomas, Margaret y Richard Hepburn, c. 1920.

 A la joven Katharine le gustaba hacerse llamar «Jimmy» y cortarse el cabello corto como un niño. Thomas Hepburn estaba ansioso de que sus hijos llevaran sus mentes y cuerpos hasta el límite, por lo que les enseñó a nadar, correr, bucear, cabalgar, luchar y practicar golf y tenis. El golf se convirtió en una pasión para Katharine y tomó lecciones diarias hasta volverse muy hábil, de hecho llegó a la semifinal del Campeonato de Golf de Mujeres Jóvenes de Connecticut. Bajo su idea personal de que «la medicina más amarga, siempre resulta en la mejor para uno», comenzó a tomar baños de agua helada cada mañana en Long Island Sound. Hepburn era fan de las películas desde una edad temprana y solía ver una cada sábado por la noche, inclusive tomó parte en obras de teatro y actuó para sus vecinos con sus amigos y hermanos por una entrada de 50 centavos con el fin de recaudar dinero para el pueblo Navajo.

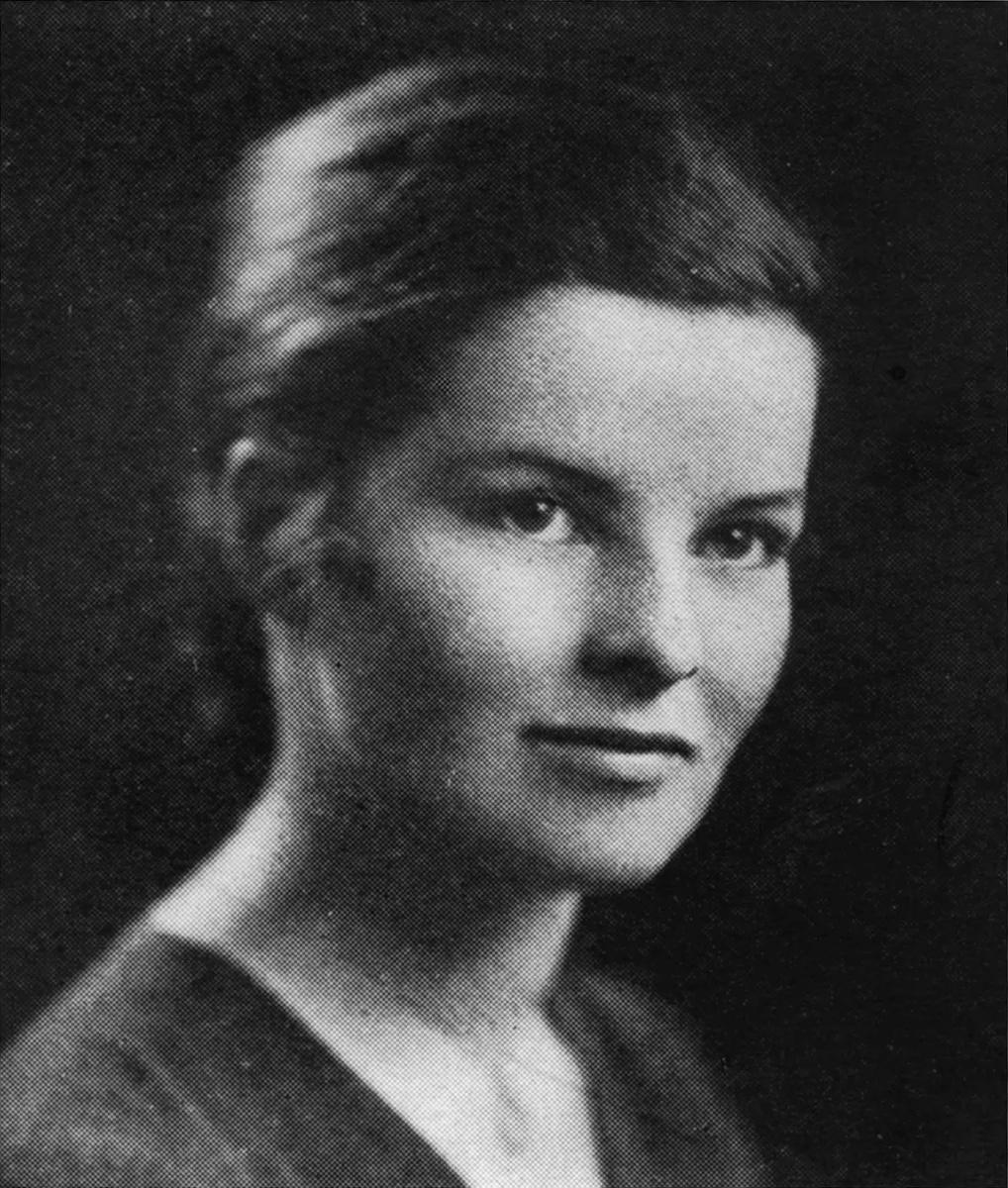
Retrato de Hepburn a los 21 años para el anuario escolar. Se tomó mientras estudiaba en el Bryn Mawr College donde eligió cursar una carrera artística.

El 3 de abril de 1921, mientras visitaba a unos amigos en Greenwich Village, Hepburn descubrió el cuerpo de su hermano preferido Tom, muerto en un aparente suicidio. Había atado una sábana alrededor de una viga y se ahorcó. La familia negó que fuera un suicidio y sostuvo que su muerte debió ser causada en un juego que salió mal. El incidente hizo que la adolescente Hepburn se volviera nerviosa, malhumorada y desconfiara de las personas. Se alejó de los demás niños, abandonó la Kingswood-Oxford School y comenzó a recibir clases privadas. Durante muchos años utilizó la fecha de cumpleaños de Tom —8 de noviembre— como la suya. Fue en 1991, al publicar su autobiografía, Me: Stories of My Life, cuando reveló su verdadera fecha de nacimiento.
En 1924 ganó una beca en el Bryn Mawr College, institución a la que asistió principalmente para satisfacer a su madre, que había estudiado ahí, y recordó que no le agradó la experiencia. Era la primera vez que regresaba a la escuela después de varios años y se sentía tímida e incómoda con sus compañeras de clase. Luchó contra las exigencias escolásticas de la universidad y en una ocasión fue suspendida por fumar en su habitación.Hepburn se sentía atraída por la actuación pero obtener papeles en obras de teatro de la universidad dependía de sus buenas calificaciones. Una vez que sus notas progresaron, comenzó a actuar con regularidad y fue así como en su último año realizó el papel principal en una producción de The Woman in the Moon. Los elogios que recibió cimentaron sus planes para perseguir una carrera teatral. Se graduó con una licenciatura en historia y filosofía en junio de 1928.

### Carrera

#### Irrupción en el teatro (1928-1932)
Hepburn dejó la universidad decidida a convertirse en actriz y un día después de graduarse, viajó a Baltimore para encontrarse con Edwin H. Knopf, que dirigía una exitosa compañía de teatro de repertorio. Impresionado por su entusiasmo, Knopf la integró al elenco de su producción, The Czarina. Recibió buenas críticas por su pequeño papel y Printed Word describió su interpretación como «notable». Se le dio un papel en el espectáculo de la semana siguiente pero su segunda actuación no fue tan bien recibida; fue criticada por su voz chillona y decidió abandonar Baltimore para estudiar con un profesor fonético en la ciudad de Nueva York.

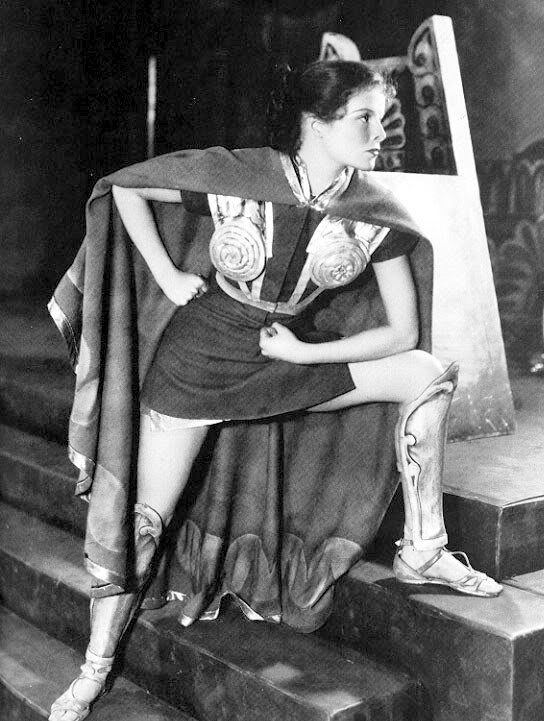
Hepburn actuando en la obra The Warrior's Husband (1932), que captó la atención de Hollywood.

Knopf decidió producir The Big Pond en Nueva York y designó a Hepburn como la suplente de la protagonista. Una semana antes de la presentación, la actriz principal fue despedida y reemplazada por Hepburn, que obtuvo el papel protagónico a solo cuatro semanas de haber comenzado su carrera teatral. La noche del estreno acudió tarde, confundió su parlamento, tropezó con sus pies y habló demasiado rápido para ser entendida, motivo por el cual fue despedida de inmediato y la protagonista original fue recontratada. Sin desalentarse, unió fuerzas con el productor Arthur Hopkins y aceptó en esos días el papel de una colegiala en una obra poco exitosa. Su debut en Broadway llegó el 12 de noviembre de 1928 en el Teatro Cort pero las reseñas acerca del espectáculo fueron pobres y finalizó su temporada luego de la octava noche. Hopkins contrató rápidamente a Hepburn como suplente de la protagonista en la obra Holiday de Philip Barry. A principios de diciembre, después de solo dos semanas, renunció para casarse con un compañero de la universidad, Ludlow Ogden Smith. Planeaba dejar el teatro atrás pero empezó a extrañar su trabajo y rápidamente retomó el papel suplente en Holiday, que mantuvo durante seis meses.
En 1929, Hepburn rechazó un rol en el Teatro Guild para protagonizar Death Takes a Holiday. Sintió que el papel era perfecto pero de nuevo fue despedida y a pesar de eso, regresó al Guild y tomó un papel suplente por un salario mínimo en A Month in the Country. En la primavera de 1930, se unió a una compañía de teatro en Stockbridge, Massachusetts, la cual abandonó a mitad de la temporada de verano para continuar estudiando con un profesor de teatro. A principios de 1931 fue elegida en la producción de Broadway Art and Mrs. Bottle. Sin embargo, fue desestimada del papel luego de que el guionista no aprobara a Hepburn diciendo: «Se ve un espanto, su actitud es inaceptable y no tiene talento», pero luego fue recontratada debido a que no pudieron hallar otra actriz. Su participación en la obra generó un pequeño éxito.
Apareció en una serie de obras de teatro con una compañía de verano en Ivoryton, Connecticut, y resultó ser un éxito. Durante el verano de 1931, Philip Barry le pidió que interviniera en su nueva obra, The Animal Kingdom, junto a Leslie Howard. Los ensayos comenzaron en noviembre y Hepburn tuvo la sensación de que el papel la convertiría en una estrella, pero a Howard no le gustó su actuación y fue despedida una vez más. Cuando le preguntó a Barry por qué había sido desvinculada, él respondió: «Bueno, para ser brutalmente sincero, usted no era muy buena». Ese episodio dejó a Hepburn insegura de sí misma pero continuó en búsqueda de un trabajo. Recibió un pequeño papel en una obra posterior pero, cuando los ensayos comenzaron, se le pidió que interpretara el personaje principal de la fábula griega The Warrior's Husband.
The Warrior's Husband resultó ser una interpretación memorable para el arranque de Hepburn. Su biógrafo Charles Higham afirmó que el papel requería de atletismo y una energía potente, por lo que fue ideal para la actriz, que se enfocó con entusiasmo en la producción. La obra se estrenó el 11 de marzo de 1932 en el Teatro Morosco en Broadway y, para la entrada del primer acto, se le solicitó a Hepburn saltar por una escalera estrecha con un ciervo por encima del hombro y vestir una túnica plateada corta. El espectáculo duró tres meses y recibió críticas positivas; Richard Garland del World-Telegram escribió: «Han pasado muchas noches desde la última vez que una actuación tan brillante iluminó la escena de Broadway».

#### Éxito en Hollywood (1932-1934)

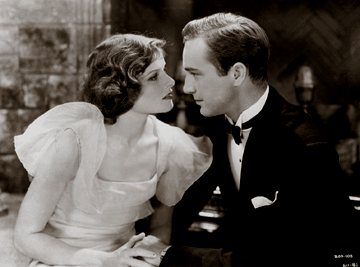
Hepburn y David Manners actuando en A Bill of Divorcement (1932). Las críticas apoyaron su actuación y la convirtieron en una estrella instantáneamente.

Un cazatalentos del representante de Hollywood Leland Hayward vio su aparición en The Warrior's Husband y le pidió que realizara una prueba para el papel de Sydney Fairfield en la próxima película de RKO, A Bill of Divorcement. El director George Cukor quedó impresionado por lo que vio: «Había una extraña criatura», recordó, «no se parecía a nadie que hubiera oído jamás». Particularmente, le atrajo la manera en que Hepburn tomó un vaso: «Pensé que era muy talentosa en ese movimiento». Ofrecido el papel, la actriz exigió 1500 USD a la semana, lo que significaba una gran cantidad de dinero para una actriz desconocida. Cukor motivó al estudio a aceptar sus honorarios y firmaron con Hepburn un contrato eventual con una garantía de tres semanas. El directivo de RKO, David O. Selznick, relató que tomó un «enorme riesgo» al elegir a una actriz fuera de lo común.
Hepburn llegó a California en julio de 1932 a los 25 años de edad y protagonizó A Bill of Divorcement junto a John Barrymore, pero no mostró ningún signo de intimidación. A pesar de que luchó por adaptarse a la esencia de la actuación en cine, se fascinó con la industria desde el comienzo. El filme fue un éxito y la actriz recibió críticas favorables. Mordaunt Hall de The New York Times calificó su actuación como «excepcionalmente buena... la caracterización de la señorita Hepburn es una de las mejores vistas en la pantalla». Una reseña de Variety declaró: «La violenta impresión generada por Katharine Hepburn en su primera actuación cinematográfica es sobresaliente. Tiene algo fundamental que la distingue de la cinegalaxia». Teniendo como base A Bill of Divorcement, RKO firmó con la actriz un contrato a largo plazo. George Cukor se convirtió en amigo de Hepburn por el resto de su vida y realizaron diez películas juntos como colegas.

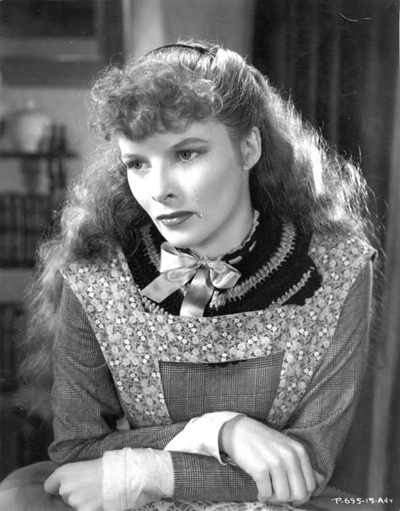
Hepburn, vestida con prendas del siglo XIX, interpretando a Jo March en Little Women (1933), que continúa siendo una de las películas más populares hasta la actualidad.

La segunda película de Hepburn fue Hacia las alturas (1933), la historia de una aviadora y su romance con un hombre casado. El filme no fue un éxito comercial pero los comentarios acerca de Hepburn fueron buenos. Regina Crewe escribió en el Journal American que aunque sus gestos eran irritantes, «imponen atención y fascinan a la audiencia. Es una personalidad distinta, firme y auténtica». Su tercera película la consolidó como una primera actriz en Hollywood. Por interpretar a la aspirante a actriz Eva Lovelace —un papel pensado para Constance Bennett— en Gloria de un día, ganó un Óscar a la mejor actriz. Había visto el guion sobre el escritorio del productor Pandro S. Berman y, convencida de que era la indicada para ejecutar el papel, insistió en que fuera para ella. Decidió no asistir a la ceremonia de entrega de premios —costumbre que mantuvo el resto de su vida—, pero estuvo entusiasmada con el triunfo. Su éxito continuó con el papel de Jo en una adaptación cinematográfica de Mujercitas (1933), que fue y continúa siendo uno de los mayores éxitos de la industria del cine; Hepburn ganó el premio a la mejor actriz en el Festival de Cine de Venecia por su actuación. Little Women fue una de sus producciones favoritas y a menudo se mostraba orgullosa de su desempeño: «Desafío a cualquiera a que sea tan bueno [como Jo] como lo fui yo».
A finales de 1933, Hepburn era una actriz de cine respetada pero estaba ansiosa por ponerse a prueba en Broadway. Jed Harris, uno de los productores de teatro más exitosos de la década de 1920, transitaba una mala racha de su carrera. Le preguntó a Hepburn si deseaba participar en la obra The Lake, a la que accedió por un salario bajo. Antes de que le dieran permiso, RKO pidió que filmara Spitfire (1934), donde su papel fue el de Trigger Hicks, una niña montañesa sin educación. Es considerada por la mayoría como una de sus peores películas y recibió malas críticas por su labor. Hepburn guardó una imagen de Hicks en su habitación durante toda su vida para «[mantener]me humilde».
The Lake fue presentada inicialmente en Washington D. C., donde había una gran reserva de entradas. La mala dirección de Harris había minado la confianza de Hepburn pero luchó por conseguir un buen rendimiento. A pesar de eso, Harris trasladó la obra a Nueva York sin demasiados ensayos previos. Fue estrenada en el Teatro Martin Beck el 26 de diciembre de 1933 y Hepburn fue severamente juzgada por los críticos. Dorothy Parker bromeó: «Recorre toda la gama de emociones desde A hasta B». Obligada a un contrato de diez semanas, la actriz tuvo que soportar la vergüenza del rápido declive de la recaudación en las oficinas de ventas. Harris decidió llevar el espectáculo a Chicago luego de manifestarle: «Mi querida, el único interés que tengo en ti es el dinero que puedo hacer de ti». Hepburn rehusó y le pagó 14 000 USD para finalizar la producción. Más tarde, se refirió a él como «sin duda la persona más diabólica que he conocido» y afirmó que esa experiencia fue importante para enseñarle a tomar responsabilidad en su carrera.

#### Dificultades en la carrera y «veneno de taquilla» (1934-1938)

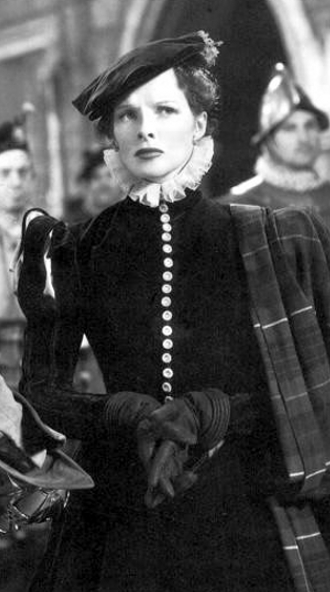
Hepburn vestida con ropa de época en Mary of Scotland (1936), uno de los fracasos comerciales en los que intervino a lo largo de este período.

Tras el fracaso de Spitfire y The Lake, RKO incorporó a Hepburn a The Little Minister (1934), basada en una novela victoriana de James Barrie, en un intento por repetir el éxito de Little Women. Sin embargo, no hubo tal recurrencia y la película fue un fracaso comercial. El drama romántico Break of Hearts (1935) con Charles Boyer fue criticado negativamente y también perdió dinero. Luego de tres filmes poco memorables, el éxito regresó a Hepburn con Alice Adams (1935), la historia de una chica desesperada por ascender socialmente. Le encantó el libro y estuvo fascinada de que le hubieran ofrecido el papel. La película fue un éxito, una de sus favoritas y le proporcionó su segunda nominación al Óscar —recibió la segunda mayor cantidad de votos, solamente precedida por Bette Davis—.
Dada la posibilidad de que eligiera su próximo largometraje, Hepburn decidió protagonizar el nuevo proyecto de George Cukor, Sylvia Scarlett (1935), donde actuó por primera vez con Cary Grant. Debió dejarse el cabello corto para el papel debido a que su personaje se hacía pasar por un varón en gran parte de la película, sin embargo, no generó agrado en los críticos y fue impopular en el público. Luego interpretó a María Estuardo en Mary of Scotland (1936) de John Ford, que tuvo una recepción similar, y esta fue seguida por A Woman Rebels (1936), un drama victoriano en donde el personaje de Hepburn desafía las convenciones sociales por tener un hijo extramatrimonial. Quality Street (1937), esta vez una comedia, también tuvo una adaptación de época, pero ninguna tuvo aceptación en el público, lo que significaba que había hecho cuatro producciones consecutivas sin éxito.
Además de una serie de filmes impopulares, surgieron problemas a raíz de la actitud de Hepburn. Tenía una relación difícil con la prensa, hasta tal punto que podía llegar a ser grosera y provocadora. Cuando se le preguntó si tenía hijos, espetó enojada: «Sí, tengo cinco: dos blancos y tres de color». Su negativa a dar entrevistas y firmar las peticiones de autógrafos le valieron el apodo de «Katharine de Arrogancia». El público también quedó desconcertado por su comportamiento masculino y sus elecciones de moda, y se convirtió en una figura ampliamente impopular. Hepburn sintió que necesitaba salir de Hollywood,por lo que regresó al Este para protagonizar una adaptación teatral de Jane Eyre, que tuvo una gira exitosa pero, insegura acerca del guion y reacia a correr el riesgo de fracaso tras el desastre de The Lake, Hepburn se opuso a llevar el espectáculo a Broadway. A finales de 1936 compitió por el papel de Scarlett O'Hara en Lo que el viento se llevó. El productor David O. Selznick se negó a ofrecérselo porque sentía que no tenía atractivo sexual y se dice que le manifestó: «No puedo ver a Rhett Butler persiguiéndote durante doce años».

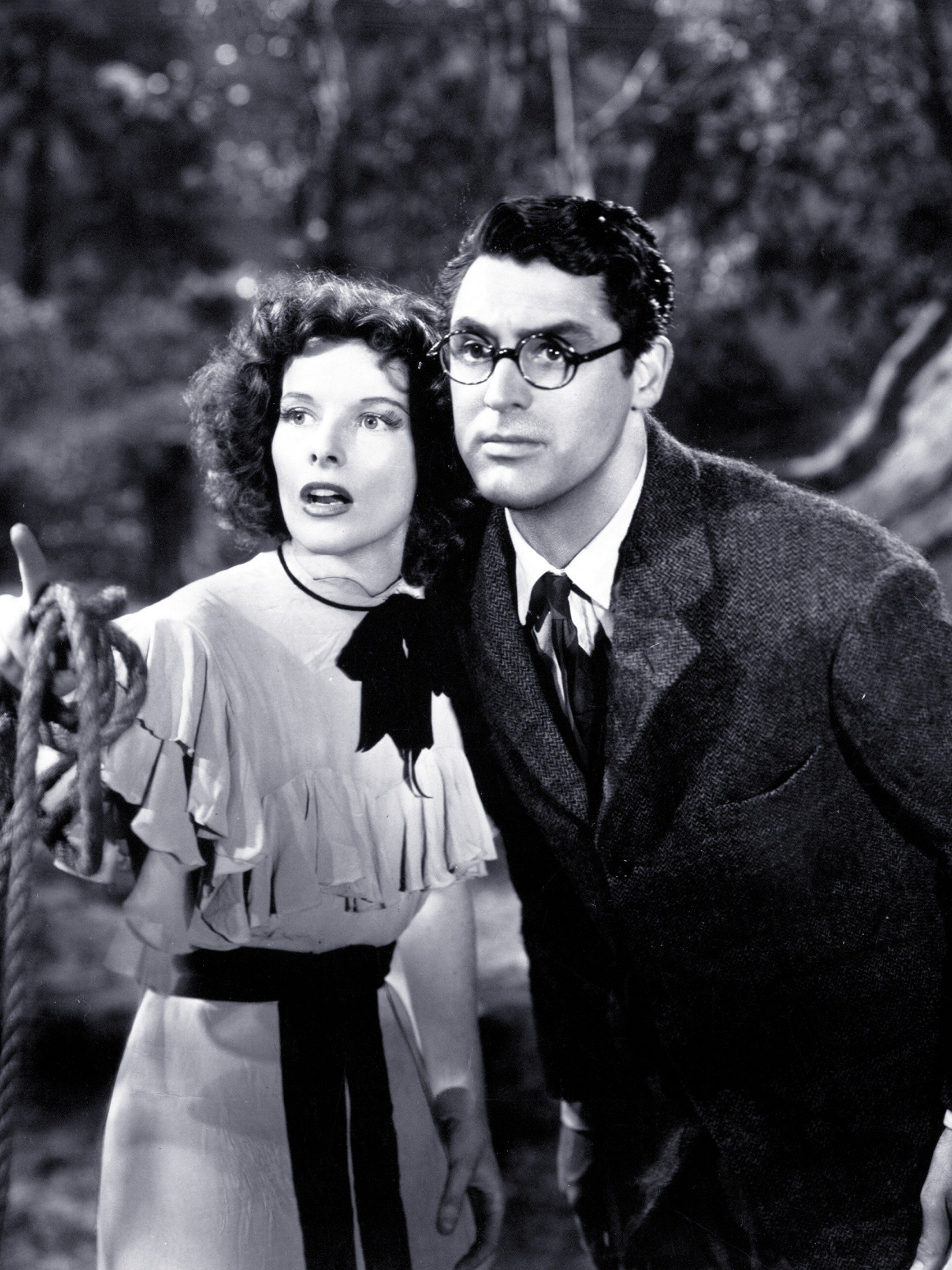
Hepburn y Cary Grant en Bringing Up Baby (1938), que fracasó en el estreno pero se convirtió en un clásico de las comedias alocadas. Ambos realizaron cuatro filmes juntos.

En su siguiente filme, Damas del teatro (1937), actuó con Ginger Rogers en un papel que refleja su propia vida, la de una niña de la alta sociedad tratando de convertirse en actriz. Hepburn fue elogiada por su trabajo en las primeras reseñas, que le dieron atracción principal por sobre Rogers. Fue nominada a la mejor película en los premios de la Academia pero no tuvo el éxito que RKO esperaba. Los analistas de la industria culparon a Hepburn de los bajos ingresos pero el estudio continuó con su compromiso de resurgir su popularidad. Fue incorporada a la comedia alocada de Howard Hawks, Bringing Up Baby (1938), junto a Cary Grant, donde interpretó los toques de comedia de la película con seguridad y tomó consejos sobre la gracia de la comedia de su coestrella Walter Catlett. Bringing Up Baby fue aclamada por la crítica pero a pesar de eso, no tuvo éxito en taquilla. El género elegido y Grant eran altamente populares en la época, por lo que el biógrafo A. Scott Berg sugiere que el motivo recayó en el rechazo de los espectadores hacia Hepburn.
Después del estreno de Bringing Up Baby, el Independent Theatre Owners of America incluyó a Hepburn en una lista de los actores considerados como «veneno de taquilla». Con su reputación en un nivel muy bajo, la próxima película que RKO le ofreció fue Mother Carey's Chickens, un filme clase B con malos pronósticos que decidió rechazar y en su lugar, optó por comprar la salida de su contrato por 75 000 USD. Muchos actores tenían miedo de abandonar la estabilidad del sistema de estudios en ese momento pero la riqueza personal de Hepburn le permitió darse el lujo de ser independiente. Firmó un contrato para la versión cinematográfica de Holiday (1938) con Columbia Pictures, donde actuó en pareja con Grant por tercera vez. La comedia fue bien recibida por la crítica pero no consiguió llegar mucho a la audiencia y el siguiente guion que se le ofreció llegó con un salario de 10 000 USD, menos de lo que había recibido al inicio de su carrera cinematográfica. Reflexionando sobre ese cambio en sus finanzas, Andrew Britton escribió que «ninguna otra estrella ha surgido con mayor rapidez o con la aclamación más eufórica. Ninguna otra estrella, tampoco, se ha vuelto tan impopular tan rápido por tan largo tiempo».

#### Resurgimiento (1939-1942)

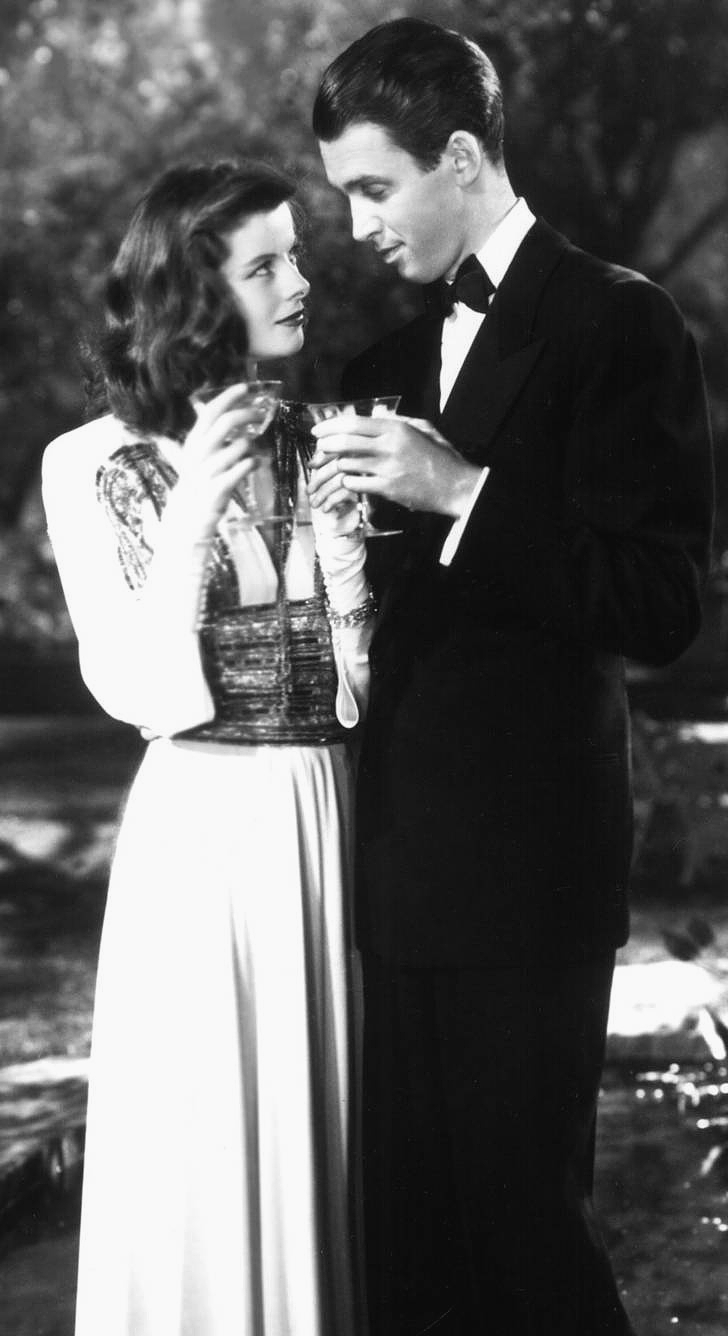
Hepburn en el papel de Tracy Lord en The Philadelphia Story (1940), junto a James Stewart. Acerca del personaje, dijo: «Le di vida y ella me dio mi carrera de nuevo».

Luego del declive en su carrera, Hepburn tomó medidas para convertirse en su propio instrumento de regreso. Abandonó Hollywood para buscar un nuevo proyecto y fue así como firmó un contrato para protagonizar la nueva obra de Philip Barry, The Philadelphia Story, la cual fue adaptada para exhibir a la actriz en el personaje de la socialité Tracy Lord incorporando una mezcla de humor, agresividad, nerviosismo y vulnerabilidad. Howard Hughes, colega de Hepburn en ese momento, sintió que la obra podía ser su boleto de regreso al estrellato de Hollywood y le compró los derechos de la película antes de que debutara en el escenario. The Philadelphia Story realizó una gira inicial por los Estados Unidos con críticas positivas y luego fue estrenada en Nueva York en el Teatro Schubert el 29 de marzo de 1939. Fue un gran éxito de crítica y de taquilla, alcanzó las 417 representaciones y posteriormente se llevó a cabo una segunda gira de similar repercusión.
Varios de los principales estudios de cine se acercaron a Hepburn para producir la versión cinematográfica de la obra de Barry. Optó por vender los derechos a la Metro-Goldwyn-Mayer (MGM), el número uno de los estudios de Hollywood, con la condición de ser la estrella principal. También fue aceptado, como parte del contrato, el director solicitado por Hepburn, George Cukor, no así los compañeros de reparto que quería —Clark Gable y Spencer Tracy— ya que no se encontraban disponibles. Louis B. Mayer le prometió a James Stewart y 150 000 USD «para cualquier cosa que quieras o puedas conseguir». Hepburn eligió a su amigo y compañero de reparto anterior, Cary Grant, a quien le cedió la primera plana y antes de que la filmación comenzara, señaló astutamente: «No quiero hacer una gran entrada en escena en esta película. Los espectadores... piensan que soy demasiado engreída o algo así. Mucha gente quiere verme caer de bruces al suelo». De ese modo, el filme comenzó con Grant de espaldas golpeando la puerta del apartamento de la actriz. Berg describió cómo fue elaborado el personaje para tener audiencia «riéndose de sí lo suficiente de modo que finalmente simpatizaran con ella», algo que Hepburn sintió crucial para «recrear» su imagen pública. The Philadelphia Story fue uno de los mayores éxitos de 1940 y batió récords en el Radio City Music Hall. Una crítica de Time declaró: «Volvamos hacia atrás, Katie, todo está perdonado» y Herb Golden de Variety manifestó: «Es la imagen de Katharine Hepburn... El concepto perfecto de todas las chicas frívolas pero características en línea general de la alta sociedad a la vez, la historia sin ella es casi inconcebible». Fue nominada por tercera vez a los premios de la Academia y ganó el New York Film Critics Circle Award a la mejor actriz.
Hepburn también fue responsable en la elaboración de su próximo proyecto, la comedia romántica La mujer del año. La idea de la película le fue propuesta por Garson Kanin en 1941 y luego le transmitió los bocetos a Joseph L. Mankiewicz en MGM, que manifestó su interés en la producción. Kanin recordó cómo Hepburn contribuía al guion con cortes y cambios de palabras, y brindaba un entusiasmo eficaz para el proyecto. La actriz presentó el producto terminado a MGM y exigió 250 000 USD —una mitad para ella y otra para los autores Michael Kanin y Ring Lardner Jr.—. Con las condiciones aceptadas, Hepburn también se prestó al director George Stevens y su coestrella por voluntad propia, Spencer Tracy. La mujer del año fue estrenada en 1942, significó un éxito, los críticos elogiaron la química entre los actores y Higham señaló que notaron el «incremento de madurez y perfeccionamiento» de Hepburn. The World-Telegram destacó las dos «brillantes actuaciones» y la actriz recibió una cuarta nominación al Óscar por su papel como la mujer independiente y profesional Tess Harding. Durante el transcurso de la película firmó un contrato de estrella con MGM.

#### Desaceleramiento en los años de 1940 (1942-1949)
En 1942, Hepburn regresó a Broadway para aparecer en otra obra de Philip Barry, Sin amor, que también fue escrita y pensada para la actriz. Los críticos fueron poco entusiastas sobre la producción pero con la popularidad de Hepburn en alto, la obra permaneció 16 semanas con ventas agotadas. MGM estaba ansiosa por reunir a Tracy y Hepburn en un nuevo filme y preparó La llama sagrada (1942), un drama de misterio que transmitía un mensaje de propaganda sobre los peligros del fascismo, algo que Hepburn vio como una oportunidad para hacer una declaración política digna. Recibió críticas pobres pero fue un éxito financiero, lo que confirmó la popularidad del dúo Tracy-Hepburn.

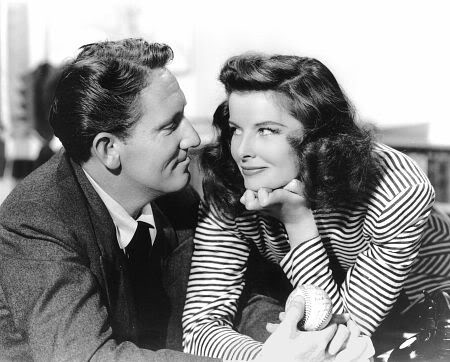
La mayoría de las películas de Hepburn en este período fueron con Spencer Tracy. Más tarde, la actriz dijo que el dúo promovió notablemente su carrera ya que era la estrella más popular en ese entonces. Aquí, una foto de ambos en La mujer del año (1942).

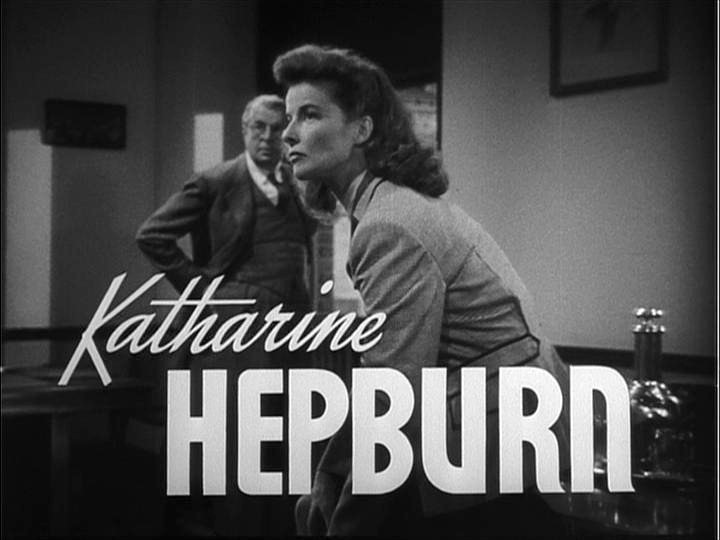
Tráiler de La mujer del año (1942)

Desde La mujer del año, Hepburn se había comprometido en una relación romántica con Tracy y se dedicó a ayudar a la estrella, que sufría de alcoholismo e insomnio. Su carrera se desaceleró en consecuencia y trabajó menos durante el resto de la década en comparación con lo que había realizado en la de 1930 —sobre todo al no aparecer en escena de nuevo hasta 1950—. Su única presentación en 1943 fue un cameo en Stage Door Canteen, una película para elevar la moral en tiempos de guerra, donde apareció como sí misma. Decidió hacer un papel atípico en 1944 cuando interpretó a una campesina china en el drama de alto presupuesto Dragon Seed. Se mostró entusiasmada con la película pero recibió una respuesta poco entusiasta y Hepburn fue descrita como «no acorde para el papel». Luego, se alió con Tracy para la versión cinematográfica de Sin amor (1945), tras la cual rechazó un papel en The Razor's Edge para apoyar al actor en su regreso a Broadway. Sin amor recibió malas críticas, pero un nuevo filme con ambos actores significó un gran acontecimiento y su estreno fue masivo, con la venta de un número récord de entradas durante la semana de Pascua de 1945.
La siguiente película de Hepburn fue Undercurrent (1946), un filme negro con Robert Taylor y Robert Mitchum que fue mal recibido. Una cuarta película con Tracy se estrenó en 1947: un drama ambientado en el Viejo Oeste estadounidense titulado The Sea of Grass. Al igual que con La llama sagrada y Sin amor, la crítica fue poco efusiva aunque eso no evitó el éxito financiero, tanto a nivel local como en el extranjero. Ese mismo año, interpretó a Clara Schumann en Song of Love, para la cual debió entrenarse intensamente con un pianista. En el momento de su lanzamiento en octubre, la carrera de Hepburn había sido afectada de manera significativa por su oposición pública al creciente movimiento anticomunista en Hollywood. Vista por algunos como peligrosamente progresista, no se le ofreció trabajo durante nueve meses y surgieron rumores de que el público había arrojado cosas durante la proyección de Song of Love. Su siguiente papel en el cine llegó de forma inesperada cuando acordó sustituir a Claudette Colbert solo unos días antes de comenzar el rodaje en el drama político de Frank Capra State of the Union (1948). Tracy había sido designado hacía tiempo con el protagónico masculino, por lo que la actriz ya estaba familiarizada con el guion. Los críticos respondieron favorablemente a la película y hubo una buena recaudación en taquilla.
Ambos aparecieron en pantalla por tercer año consecutivo en 1949 en La costilla de Adán. Al igual que La mujer del año, fue una comedia de «batalla de los sexos» y fue escrita específicamente para el dúo por sus amigos Garson Kanin y Ruth Gordon. Era una historia de abogados casados que se oponen entre sí en la corte y Hepburn la describió como «perfecta para [Tracy] y para mí». Aunque sus puntos de vista políticos continuaban impulsando piquetes en los teatros de todo el país, La costilla de Adán fue un éxito y una de las películas de Tracy-Hepburn más rentables hasta ese momento. Un crítico del New York Times, Bosley Crowther, tuvo palabras de elogio para con la película y destacó «la perfecta compatibilidad» del dúo.

#### Crecimiento profesional (1950-1952)

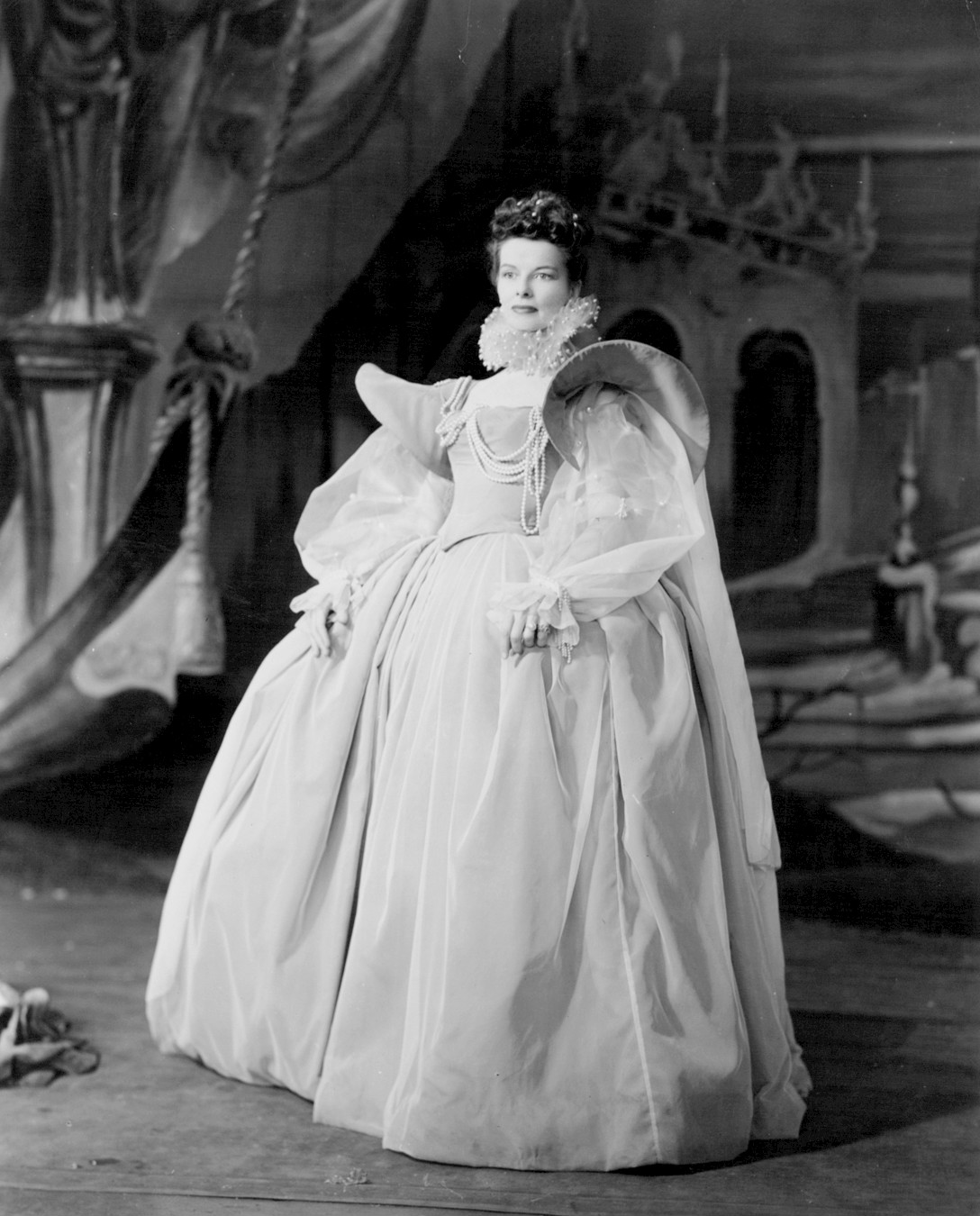
Hepburn como Rosalind en la producción del Teatro Guild "Como gustéis" de William Shakespeare(1950)

La década de 1950 vio a Hepburn asumir una serie de retos profesionales y se exigió más que en cualquier otro momento de su vida a una edad en que la mayoría de las actrices de su generación comenzaban a retirarse. Berg describió esa década como «el centro de su vasto legado» y «el período en el que realmente fue hacia sí misma». En enero de 1950, Hepburn se atrevió a interpretar a Shakespeare cuando fue convocada para encarnar a Rosalind en As You Like It. Quería demostrar que podía llevar a cabo papeles clásicos y destacó: «Es mejor probar algo difícil y fracasar que actuar segura todo el tiempo». Fue estrenada en el Teatro Cort en Nueva York para una audiencia y sus entradas prácticamente quedaron agotadas por 148 espectáculos. La producción realizó una gira y las opiniones acerca de Hepburn fueron variadas, pero la actriz se consideraba como la única estrella en Hollywood que realizaba material de alto calibre en el escenario.

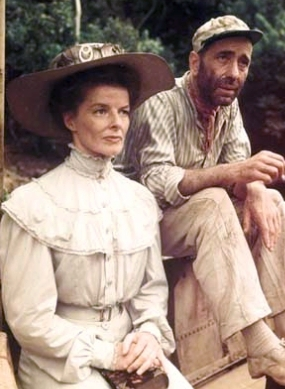
Hepburn en una imagen promocional con Humphrey Bogart de The African Queen (1951), que fue filmada en África.

En 1951, Hepburn filmó The African Queen, su primera película en Technicolor, donde recreó a Rose Sayer, una misionera soltera y remilgada que vivía en África Oriental Alemana al momento de estallar la Primera Guerra Mundial. Fue coprotagonizada por Humphrey Bogart y se rodó principalmente en la zona del Congo Belga, una oportunidad que Hepburn aceptó. Sin embargo, resultó ser una experiencia difícil ya que enfermó de disentería durante el rodaje. Más tarde, publicó un libro de memorias sobre el viaje. El filme fue lanzado a finales de 1951 con el apoyo popular y la aclamación de la crítica, y le dio a Hepburn su quinta nominación a mejor actriz en los premios de la Academia. The African Queen significó su primer filme fructífero sin compañía de Tracy desde The Philadelphia Story en la década anterior, lo que demostró que podía ser exitosa sin él y le permitió restablecer su popularidad completamente.
Hepburn pasó a rodar la comedia romántica Pat and Mike (1952), la segunda película estructurada puntualmente como un producto Tracy-Hepburn por Kanin y Gordon. La actriz era una deportista activa en la vida real y Kanin describió luego que esa fue su inspiración para el filme: «Mientras miraba a Kate jugando al tenis un día... se me ocurrió que su público se estaba perdiendo un placer». Hepburn se sentía presionada por tener que realizar varios deportes de alto rendimiento, muchos de los cuales no fueron incluidos en la proyección. Pat and Mike fue una de las producciones del dúo más populares y aclamadas por la crítica, y también fue la favorita de Hepburn de las nueve que realizó con Tracy. Su actuación le valió una nominación para el Globo de Oro a la mejor actriz - Comedia o musical.
En el verano de 1952, Hepburn viajó al West End, Londres para actuar durante una temporada de diez semanas en la obra The Millionairess de George Bernard Shaw. Sus padres le habían leído a Shaw cuando era una niña, lo que convirtió a la obra en una experiencia especial para la actriz. Sin embargo, los dos años de intenso trabajo la habían dejado exhausta y su amiga Constance Collier escribió que Hepburn estaba «al borde de un ataque de nervios». The Millionairess fue llevada a Broadway luego de ser ampliamente aclamada y en octubre de 1952 fue presentada en el Teatro Shubert donde, a pesar de una respuesta poco entusiasta por parte de la crítica, las entradas se agotaron por diez semanas. Hepburn trató de que la obra fuera adaptada para una película: Preston Sturges escribió un guion y la actriz se ofreció a trabajar gratis y pagarle por su cuenta a la directora, pero ningún estudio quiso tomar el proyecto. Más tarde se refirió a ese episodio como la mayor decepción de su carrera.

#### Papeles de solterona y Shakespeare (1953-1962)

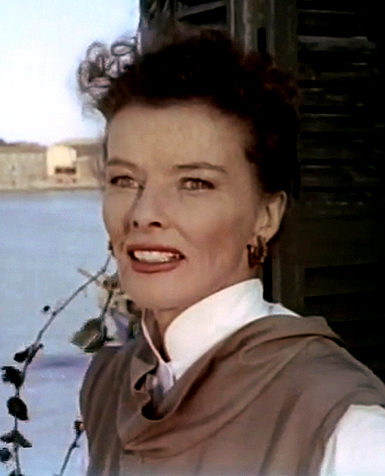
Hepburn en el drama romántico Summertime (1955) de David Lean. Jane Hudson es uno de los personajes de solteronas más populares de los interpretados por Hepburn en la década de 1950.

Pat and Mike fue la última película con la que Hepburn completó su contrato con MGM, con la libertad de escoger sus propios proyectos. Se tomó dos años de descanso y viajes antes de involucrarse en el drama romántico de David Lean, Summertime (1955). La película fue filmada en Venecia y Hepburn interpretó a una solterona solitaria que tiene una historia de amor apasionada. La actriz describió eso como «una parte muy emotiva» y halló fascinante trabajar con Lean. Durante las grabaciones, Hepburn sufrió una caída en un canal y desarrolló una infección crónica en un ojo como consecuencia de ello. Su papel le proporcionó otra nominación al premio de la Academia y ha sido citado por algunos como uno de sus mejores trabajos. Lead señaló que fue la película favorita de todas las que hizo y que Hepburn era su actriz preferida. Al año siguiente, la actriz pasó seis meses recorriendo Australia con la compañía de teatro de Old Vic, con la que recreó a Portia en The Merchant of Venice, a Kate en The Taming of the Shrew y a Isabella en Measure for Measure. La gira fue un éxito y Hepburn obtuvo aplausos significativos por su desempeño.
Hepburn recibió una nominación al premio de la Academia por segundo año consecutivo por su trabajo junto a Burt Lancaster en The Rainmaker (1956). De nuevo interpretó ahí a una mujer solitaria apoderada por una historia de amor y se hizo evidente que Hepburn había encontrado un lugar propio interpretando a «solteronas necesitadas de amor» que la crítica y el público disfrutaban. Hepburn dijo acerca de estos papeles: «Con Lizzie Curry [The Rainmaker] y Jane Hudson [Holiday] y Rosie Sayer [The Queen of Africa]... me estaba interpretando a mí misma. No fue difícil para mí recrear a esas mujeres porque yo soy la tía soltera». The Iron Petticoat (1956), una adaptación de la comedia clásica Ninotchka con Bob Hope, tuvo un éxito menor ese año. Hepburn representó a una aviadora soviética de corazón frío en una actuación que Bosley Crowther denominó «horrible». Fue un fracaso de crítica y público, y Hepburn la consideró la peor película de su vida.
Tracy y Hepburn se aliaron en pantalla por primera vez en cinco años para la comedia Desk Set (1957). Berg señaló que el filme funcionó como un híbrido entre los primeros éxitos de comedia romántica y el personaje de solterona de Hepburn, pero tuvo un éxito regular. Ese verano, Hepburn regresó a los papeles de Shakespeare y apareció en el American Shakespeare Theatre de Stratford, Connecticut, donde repitió su Portia en The Merchant of Venice e interpretó a Beatrice en Much Ado About Nothing, espectáculos que tuvieron una recepción positiva.

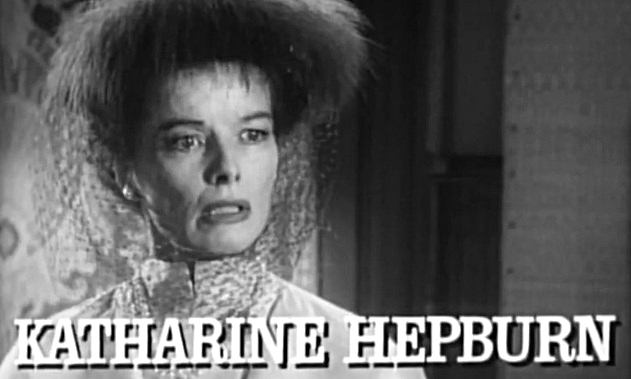
Parte del tráiler de Suddenly, Last Summer (1959), basada en la obra homónima de Tennessee Williams.

Después de dos años alejada de la pantalla, Hepburn protagonizó una adaptación cinematográfica de la controvertida obra de Tennessee Williams Suddenly, Last Summer (1959), con Elizabeth Taylor y Montgomery Clift. La película se rodó en Londres y fue «una experiencia completamente amarga» para la actriz. Tuvo un enfrentamiento con el director Joseph L. Mankiewicz durante el rodaje que culminó en un escupitajo de Hepburn hacia él en señal de disgusto. La película fue un éxito a nivel financiero y su trabajo como la tía espeluznante Violet Venable le dio su octava nominación al Óscar. Williams se mostró satisfecho con el desempeño y escribió que «Kate hace que el diálogo suene mejor de lo que es por la incomparable claridad y belleza de su dicción y por una fineza de inteligencia y sensibilidad que ilumina cada matiz de las frases que pronuncia». Williams escribió el guion de The Night of the Iguana (1961) con Hepburn en mente pero la actriz, aunque halagada, sintió que la obra no le era acorde y declinó el papel, que fue destinado a Bette Davis.
Hepburn regresó a Stratford en el verano de 1960 para representar a Viola en Twelfth Night y a Cleopatra en Antony and Cleopatra. The New York Post escribió acerca de su caracterización: «Hepburn ofrece una actuación muy versátil... una o dos veces se va por sus famosos gestos y siempre es fascinante de ver». Estaba orgullosa de su papel y su repertorio fue perfeccionado cuando apareció en la versión cinematográfica de Sidney Lumet de la obra de Eugene O'Neill, Long Day's Journey Into Night (1962), una producción de bajo presupuesto en la que intervino por una décima parte del salario establecido. Hepburn denominó al filme como «la más grande [obra] que este país haya producido jamás» y al personaje de la adicta a la morfina Mary Tyrone como «el papel femenino más desafiante en el drama estadounidense», además de percibir que su actuación fue el mejor trabajo en cine de su carrera. Long Day's Journey Into Night continúa siendo una de sus actuaciones más elogiadas y le otorgó a Hepburn una nueva nominación al Óscar y el premio a la mejor actriz en el Festival de Cine de Cannes.

#### Éxito en los años posteriores (1963-1970)

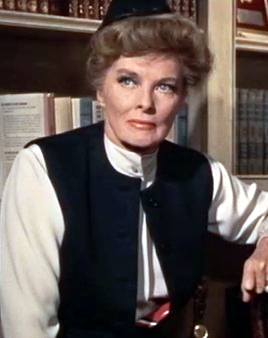
En Guess Who's Coming to Dinner (1967), con la cual obtuvo su segundo premio Óscar a la mejor actriz.

Tras la finalización de Long Day's Journey Into Night, Hepburn se tomó un descanso en su carrera para cuidar de Spencer Tracy, que atravesaba un período de mala salud. No volvió a trabajar hasta 1967 cuando protagonizó Guess Who's Coming to Dinner, su novena película con él. La película aborda el tema del matrimonio interracial con la sobrina de Hepburn, Katharine Houghton, en el papel de su hija. Por otro lado, la salud de Tracy se fue deteriorando cada vez más a causa de una enfermedad cardíaca y Houghton comentó más adelante que su tía estuvo «extremadamente tensa» durante la producción. El actor murió 17 días después de la filmación de la última escena pero Guess Who's Coming to Dinner fue un regreso triunfal para Hepburn y significó su película más exitosa a nivel comercial hasta ese momento. Obtuvo su segundo premio a la mejor actriz en los Óscar, 34 años después de ganar el primero, y sintió que el galardón no solo fue para ella sino que también lo recibía en honor a Tracy.
Regresó rápidamente a la actuación después de su muerte y eligió preocuparse por sí misma como una salida contra el dolor. Recibió numerosos guiones y optó por interpretar a Leonor de Aquitania en The Lion in Winter (1968), una pieza que calificó como «fascinante». Hepburn leyó ampliamente en preparación para el papel en el que actuó junto a Peter O'Toole. El rodaje tuvo lugar en la Abadía de Montmajour en el sur de Francia, una experiencia que le encantó a pesar de ser —según el director Anthony Harvey— «extremadamente vulnerable» en todo. John Russell Taylor de The Times sugirió que Leonor era «la actuación de su... carrera» y demostró que era «una actriz sorprendente, en crecimiento, en pleno desarrollo». La película fue nominada en todas las categorías principales de los premios de la Academia y, por segundo año consecutivo, Hepburn ganó el Óscar a la mejor actriz —compartido con Barbra Streisand por Funny Girl—. Su papel, en conjunto con su actuación en Long Day's Journey Into Night, también recibieron un premio de la Academia de Cine Británica (BAFTA) a la mejor actriz. La siguiente aparición de Hepburn fue en The Madwoman of Chaillot (1969), que filmó en Niza inmediatamente después de acabar The Lion in Winter. El filme fue un fracaso crítica y financieramente, y los comentarios apuntaron a Hepburn por ofrecer un desempeño errado.
Desde diciembre de 1969 a agosto de 1970, protagonizó el musical de Broadway Coco sobre la vida de Coco Chanel y admitió que antes del espectáculo, nunca había pasado por un musical teatral. No era una cantante fuerte pero halló irresistible la oferta y, de acuerdo con la cita de Berg, «lo que carecía en eufonía lo compensaba en agallas». La actriz tomó clases de canto seis veces a la semana a modo de preparación para el espectáculo, estuvo nerviosa en cada actuación y recordó que empezó a preguntarse «qué demonios estaba haciendo ahí». Las críticas acerca de la producción fueron mediocres pero Hepburn se elogió a sí misma y Coco tuvo éxito en el público, gracias al cual la temporada fue extendida en dos ocasiones. Más tarde, dijo que en la obra fue la primera vez que aceptó que el público no estaba en su contra, sino que en realidad parecía amarla. Su trabajo le valió una nominación al premio Tony a la mejor actriz de musical.

#### Cine, televisión y teatro (1971-1983)
Hepburn se mantuvo activa durante toda la década de 1970 y se centró en roles descritos por Andrew Britton como «desde una madre acuciante a una anciana chiflada que vive [sola]». Inicialmente viajó a España para filmar la versión cinematográfica de Las Troyanas de Eurípides: The Trojan Women (1971) dirigida por Michael Cacoyannis, junto a Irene Papas, Vanessa Redgrave y Geneviève Bujold. Cuando se le preguntó por qué había aceptado el papel, respondió que quería ampliar su gama y probar de todo mientras continuara teniendo tiempo. La película fue mal recibida pero el Kansas City Film Critics Circle designó la actuación de Hepburn como la mejor del año. En 1971 firmó un contrato para protagonizar una adaptación de Travels with My Aunt de Graham Greene, pero no estaba satisfecha con las primeras versiones del guion y se decidió a reescribirlo por su cuenta. Al estudio le desagradaron sus cambios, por lo que Hepburn abandonó el proyecto y fue reemplazada por Maggie Smith. Su siguiente película, una adaptación de A Delicate Balance de Edward Albee (1973) dirigida por Tony Richardson, tuvo un pequeño estreno y recibió críticas generalmente desfavorables.

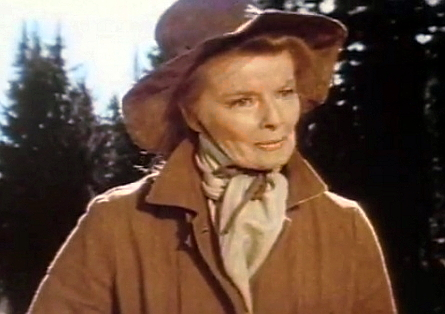
Hepburn en Rooster Cogburn (1975), donde actuó al lado de John Wayne.

En 1973, Hepburn se aventuró en la televisión por primera vez cuando fue protagonista de una producción de Tennessee Williams, The Glass Menagerie. Había sido cautelosa del medio pero resultó ser uno de los principales eventos televisivos del año y generó altas clasificaciones en los Nielsen Ratings. Hepburn recibió una nominación al premio Emmy por interpretar a la madre nostálgica Amanda Wingfield, que abrió su mente para futuros trabajos en la pantalla chica. Su siguiente proyecto fue la película de televisión Love Among the Ruins (1975), un drama de la Inglaterra eduardiana con su amigo Laurence Olivier, que recibió críticas positivas y altos índices de audiencia, y le valió a Hepburn su único premio Emmy.
Hepburn hizo su única aparición en los premios de la Academia en 1974 para presentar el premio en memoria de Irving Thalberg a Lawrence Weingarten. Recibió una ovación de pie y bromeó con el público: «Estoy muy contenta de no haber escuchado a nadie gritar "Ya era hora"». Al año siguiente fue convocada con John Wayne en la película del oeste Rooster Cogburn, una secuela de su filme ganador del Óscar, True Grit. Haciéndose eco de su personaje de The African Queen, Hepburn volvió a interpretar a una solterona profundamente religiosa que forma equipo con un hombre también soltero para vengar la muerte de un familiar. La película recibió críticas mediocres y, aunque su elenco fue suficiente para atraer al público a la taquilla, no cumplió con las expectativas del estudio y solo tuvo un éxito moderado.

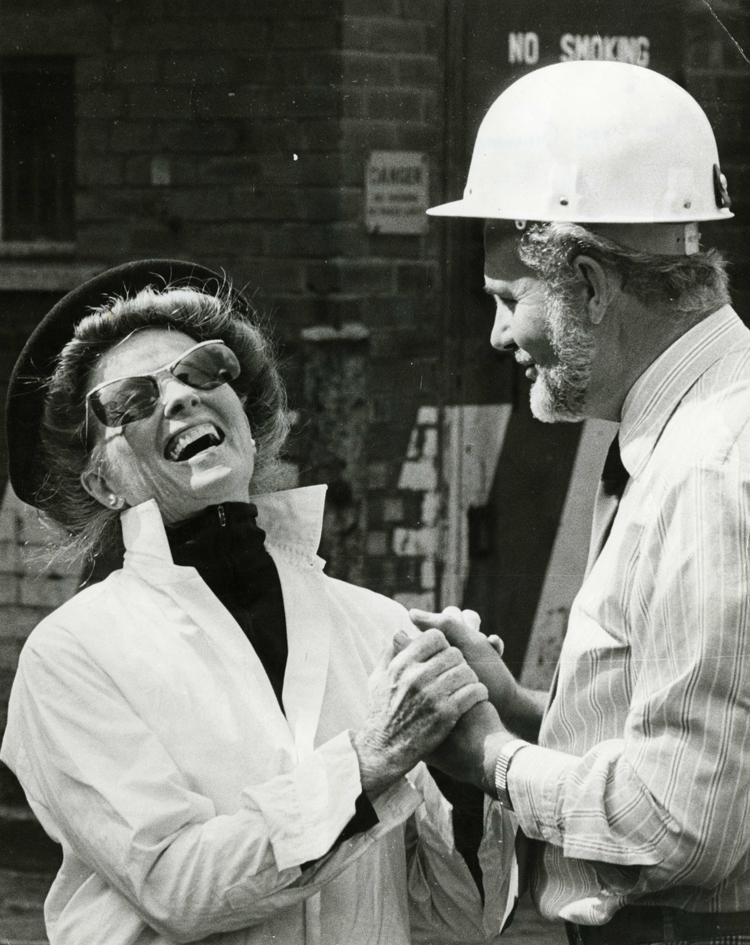
Hepburn y Mike Owen durante el rodaje de la película para televisión The Corn Is Green (1978).

En 1976, Hepburn regresó a Broadway para una temporada de tres meses en la obra de Enid Bagnold A Matter of Gravity. El papel de la excéntrica Sra. Basil fue considerado un escaparate perfecto para la actriz y la obra fue popular a pesar de las críticas negativas; de hecho, más tarde se realizó una gira nacional con éxito. Durante una estancia en Los Ángeles, Hepburn se fracturó la cadera pero optó por continuar la gira actuando en una silla de ruedas. Ese año fue elegida como la «mejor actriz de películas cinematográficas» por el People's Choice Awards. Después de tres años de alejamiento del cine, Hepburn protagonizó en el 1978 la película Olly Olly Oxen Free. La comedia de aventuras fue uno de los mayores fracasos de su carrera —el guionista James Prideaux, que trabajó con Hepburn, escribió más tarde que el filme «murió en el momento del estreno» y se refirió a este como su «película perdida»—. Hepburn alegó que la razón principal por la que había aceptado el papel fue por la oportunidad de montar en un globo de aire caliente en la filmación. Volvió a actuar con la película para televisión The Corn Is Green (1979), filmada en Gales, que fue la última de las diez producciones que Hepburn hizo con George Cukor y por la que obtuvo una tercera nominación al Emmy.
Por la década de 1980, Hepburn había desarrollado un temblor perceptible que le generaba movimientos involuntarios de cabeza en forma permanente. No trabajó durante dos años pero durante ese período vio la producción de Broadway On Golden Pond y quedó impresionada por la representación de un matrimonio de ancianos que lucha frente a las dificultades de la vejez. Jane Fonda había comprado los derechos de los guiones de su padre, el actor Henry Fonda, y Hepburn solicitó interpretar con él el papel de la extravagante Ethel Thayer. On Golden Pond fue un éxito y se convirtió en la segunda película más taquillera de 1981. El filme demostró cuán enérgica era Hepburn con 74 años cuando se sumergió completamente vestida en Squam Lake y ofreció una vital actuación de canto. Su papel le valió un segundo premio BAFTA y un cuarto premio de la Academia —un récord que no ha sido superado—. Homer Dickens, en su libro sobre Hepburn, señaló que fue ampliamente considerado como una victoria sentimental, «un homenaje a su carrera duradera».
Hepburn también volvió a los escenarios en 1981 y recibió una segunda nominación al Tony por su interpretación de una viuda septuagenaria con alegría de vivir en The West Side Waltz. Variety observó que el papel era «una versión obvia y totalmente aceptable de la propia imagen pública [de Hepburn]». Walter Kerr, de The New York Times, escribió sobre su actuación: «Una cosa misteriosa que incuestionablemente ha aprendido a hacer es a respirar vida en líneas que no la tienen». Esperaba hacer la versión cinematográfica de la producción pero nadie compró los derechos. La reputación de Hepburn como uno de los mejores y más queridos actores de Estados Unidos se consolidó firmemente en ese momento, de hecho fue nombrada «la actriz de cine favorita» en una encuesta realizada por la revista People y de nuevo ganó el premio de la popularidad del People's Choice.

#### Focalización en televisión (1984-1994)
En 1984 fue protagonista de la comedia oscura Grace Quigley, la historia de una anciana que consigue un asesino a sueldo (Nick Nolte) para ser asesinada por voluntad propia. Hepburn encontró humor en el tema morboso pero las críticas fueron negativas y tampoco tuvo repercusión pública. En 1985 presentó un documental de televisión sobre la vida y carrera de Spencer Tracy. La mayoría de sus papeles en esa época fueron en películas de televisión que no recibieron la aclamación de la crítica como sus primeros trabajos en el medio pero continuaron siendo aceptados por el público. En cada estreno, Hepburn anunciaba que sería su última aparición en la pantalla pero seguía encarando nuevos roles. Recibió una nominación al Emmy en 1986 por su papel en Mrs. Delafield Wants to Marry y volvió a actuar dos años más tarde en la comedia Laura Lansing Slept Here, que le permitió actuar con su sobrina nieta, Schuyler Grant.
En 1991 lanzó su autobiografía, Me: Stories of My Life —Yo: Historias de mi vida, en español—, que encabezó las listas de best-seller durante más de un año. Hepburn retornó a las pantallas de televisión en 1992 con The Man Upstairs, coprotagonizada por Ryan O'Neal, por la cual recibió una nominación al Globo de Oro. En 1994 trabajó junto a Anthony Quinn en This Can't Be Love, que estaba basada ampliamente en la vida de la propia Hepburn, con numerosas referencias a su personalidad y su carrera. Esos roles posteriores fueron descritos como «una versión ficticia del personaje típicamente luchador de Kate Hepburn» y los críticos señalaron que se estuvo interpretando básicamente a sí misma.
Su última aparición en una película —también la primera desde su actuación en Grace Quigley diez años antes— fue en Love Affair (1994). La actriz de 86 años jugó un papel secundario junto a Annette Bening y Warren Beatty. Fue la única película de su carrera, excepto por el cameo de Stage Door Canteen, en la que no realizó un papel protagonista. Roger Ebert señaló que fue la primera vez que parecía estar frágil pero que el «magnífico espíritu» todavía estaba ahí, además de que sus escenas «se roban el espectáculo». The New York Times hizo observaciones similares ya que puso de manifiesto en la última aparición en la pantalla grande de la actriz que «si se movía más despacio que antes, en actitud estaba como siempre y moderna como no lo había estado nunca». Hepburn filmó un último papel en la película para televisión One Christmas (1994), por el que recibió una nominación al premio del Sindicato de Actores a los 87 años de edad.

### Últimos años y fallecimiento

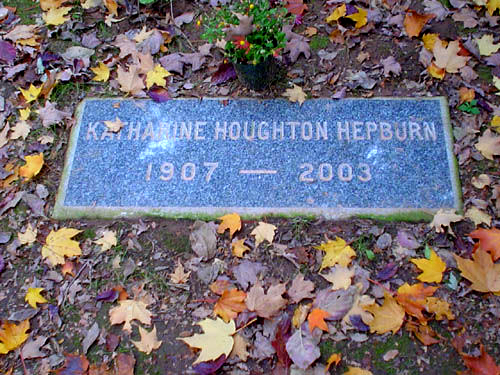
Lápida de Hepburn en el Cedar Hill Cemetery.

Hepburn indicó, pasados los ochenta: «No le temo a la muerte. Debe de ser maravillosa, como un largo sueño». Su salud comenzó a deteriorarse poco después de su última actuación en televisión y en el invierno de 1996, debió ser hospitalizada a causa de una neumonía. En 1997 se encontraba muy débil; hablaba y comía muy poco, y se temía que muriera. Mostró signos de demencia senil en sus últimos años. En mayo de 2003 fue diagnosticada de un tumor maligno en su garganta. Se decidió no someterla a tratamiento y falleció a la edad de 96 años el 29 de junio de 2003 en la residencia de la familia Hepburn en Fenwick, Connecticut. Sus restos fueron inhumados en el Cedar Hill Cemetery en Hartford junto a los de su hermano Tom y, de acuerdo con sus deseos, no se hizo ceremonia religiosa.
La muerte de Hepburn recibió una considerable atención pública. Se celebraron muchos homenajes en la televisión y los medios gráficos dedicaron publicaciones a la actriz. El presidente estadounidense George W. Bush dijo que Hepburn «será recordada como uno de los tesoros artísticos de la nación». En honor a su extenso trabajo en teatro, las luces de Broadway se apagaron durante la noche del 1 de julio de 2003. En 2004, de acuerdo con los deseos de Hepburn, sus pertenencias fueron puestas a subasta con la agencia Sotheby's en Nueva York. El evento recaudó 5,8 millones USD que la actriz legó a su familia.

### Vida personal

#### Imagen pública y carácter
Hepburn, conocida por resguardar ferozmente su privacidad, se negó a dar entrevistas o charlas a sus seguidores durante gran parte de su carrera. Así se distanció de la forma de vida tradicional de las celebridades y se desinteresó del ámbito social al que veía como tedioso y superficial. Utilizaba ropa casual que iba fuertemente contra las convenciones en una era de glamur. Rara vez aparecía en público, siempre evitaba los restaurantes, y una vez arrancó una cámara de la mano de un fotógrafo cuando este le tomó una foto sin preguntarle. A pesar de su celo por la privacidad, disfrutó de su fama y más tarde dijo que no le habría gustado que la prensa la ignorara por completo. Su actitud defensiva cedió conforme fue envejeciendo; luego de una entrevista de dos horas de duración en The Dick Cavett Show en 1973, Hepburn se abrió cada vez más al público.
La incesante energía y entusiasmo de Hepburn por la vida fueron citados a menudo en sus biografías, mientras que su decidida independencia se convirtió en la clave para su estatus de celebridad. Esa confianza en sí misma significaba que podía ser controladora y difícil; su amiga Garson Kanin la comparó con una maestra y señaló que era famosa por ser terminante y sincera. Katharine Houghton comentó que su tía podía llegar a ser «enloquecedoramente moralista y mandona». Hepburn confesó ser, especialmente al comienzo de su vida, una «persona yo yo yo» y se veía a sí misma como poseedora de un carácter alegre, de hecho manifestó: «Me gusta la vida y he sido muy afortunada, ¿por qué no habría de ser feliz?». A. Scott Berg conoció bien a Hepburn en sus últimos años y apuntó que si bien era exigente, conservaba el sentido de humildad y humanidad.
La actriz llevaba una vida privada activa, nadaba regularmente y jugaba al tenis todas las mañanas. A sus ochenta, continuaba practicando tenis con regularidad, como se muestra en el documental All About Me de 1993. También disfrutaba de la pintura, que se convirtió en una pasión hacia el final de su vida. Cuando se le preguntó acerca de la política, Hepburn dijo en una entrevista: «Siempre digo que estoy a favor de las minorías y del lado liberal. No soy una persona "no"». La histeria anticomunista en el Hollywood de 1940 la impulsó a la actividad política y su nombre fue mencionado en las audiencias del Comité de Actividades Antiestadounidenses aunque Hepburn negó ser una simpatizante comunista. En su adultez, promovió abiertamente el control de la natalidad y apoyó el aborto. Practicaba la teoría de «Reverencia por la vida» de Albert Schweitzer pero no creía en la religión o en el más allá. En 1991, Hepburn le espetó a un periodista: «Yo soy atea y eso es todo. Creo que no hay nada que podamos saber excepto que debemos ser amables con los demás y hacer lo que podamos por otras personas». A raíz de las declaraciones públicas de estas creencias, la Asociación Humanista Estadounidense le otorgó el premio Humanist Arts en 1985.

#### Relaciones sentimentales
El único esposo de Hepburn fue Ludlow Ogden Smith, hombre de negocios de la clase alta de Filadelfia, al que había conocido mientras estudiaba en el Bryn Mawr. La pareja se casó el 12 de diciembre de 1928, cuando ella tenía 21 y él 29. Hepburn había cambiado el nombre de su marido a S. Ogden Ludlow para no ser llamada «Kate Smith», que le parecía demasiado común. Nunca se dedicó plenamente al matrimonio y priorizó su carrera. Su traslado a Hollywood en 1932 fomentó el distanciamiento de la pareja y en 1934, viajó a México para conseguir un divorcio exprés. Hepburn siempre expresó su gratitud hacia Smith por su apoyo moral y espiritual en los primeros días de su carrera, y en su autobiografía se calificó a sí misma como «un terrible cerdo» por haber explotado su amor de ese modo. Ambos permanecieron como amigos hasta su muerte en 1979.
Poco después de su traslado a California, Hepburn comenzó una relación con su representante Leland Hayward a pesar de que ambos estaban casados. Hayward le propuso a la actriz en una ocasión que se divorciaran cada uno por su parte pero rehusó, en palabras de Hepburn, «me agradaba la idea de ser una personalidad autónoma». Ambos mantuvieron ese vínculo por cuatro años. En 1936, mientras se hallaba de gira con Jane Eyre, inició una relación sentimental con el empresario Howard Hughes, al que había conocido mientras filmaba Sylvia Scarlett luego de que un amigo en común, Cary Grant, los presentara. Hughes deseaba casarse con ella y la prensa amarilla anunció una boda inminente pero en ese momento Hepburn estaba demasiado focalizada en restablecer su carrera. Se separaron en 1938 cuando la actriz abandonó Hollywood tras ser etiquetada como «veneno de taquilla».
Hepburn se aferró a su decisión de no volver a casarse y optó por no tener hijos. Creía que la maternidad debía ser una entrega de tiempo completo y eso era algo que no estaba dispuesta a hacer. «Habría sido una madre terrible», le confesó a Berg, «básicamente porque soy un ser humano muy egoísta». Sintió que había experimentado parcialmente la maternidad a través de sus hermanos más jóvenes, lo que satisfizo cualquier necesidad de tener hijos propios. Los rumores acerca de su lesbianismo y bisexualidad han existido desde los años de 1930 y a menudo bromeaba con ellos. En 2007, William J. Mann lanzó una biografía de Hepburn en la que argumentó acerca del caso. En respuesta a esas especulaciones sobre su tía, Katharine Houghton dijo: «Nunca descubrí ninguna evidencia en absoluto de que fuese lesbiana».

#### Spencer Tracy

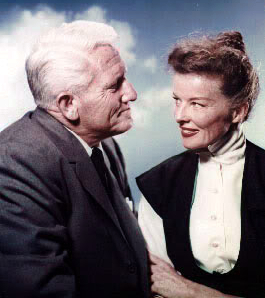
Hepburn tuvo una relación sentimental de 26 años con el actor Spencer Tracy, a pesar de que nunca se divorció de su esposa. Aquí, en una foto publicitaria de Cosas de mujeres (1957).

La relación más significativa de su vida fue con el actor Spencer Tracy y, acerca de la misma, en su autobiografía escribió: «Fue un sentimiento único el que tuve por [Tracy]. Habría hecho cualquier cosa por él». Lauren Bacall, una amiga cercana, señaló más tarde que Hepburn estaba «ciegamente» enamorada del actor. La relación recibió mucha publicidad posteriormente y es citada a menudo como uno de los amoríos legendarios de Hollywood. Se conocieron cuando ella tenía 34 y él 41; Tracy desconfió inicialmente de Hepburn; le impresionaron sus uñas sucias y sospechaba que era lesbiana, en cambio la actriz dijo que «supe enseguida que me parecía irresistible». Tracy permaneció casado durante toda la relación; aunque él y su esposa Louise vivían de forma separada desde 1930, nunca hubo una separación oficial y ninguna de las partes reclamó un divorcio. Hepburn no interfirió y nunca buscó casarse con él.
Debido a que Tracy estaba decidido a ocultar la relación con la actriz a su esposa, la misma se mantuvo en privado, se cuidaban de ser vistos juntos en público y vivían en residencias separadas. Tracy era alcohólico y frecuentemente se deprimía; Hepburn lo describió como un «torturado» y se dedicó a hacer su vida más fácil. Los relatos de personas que los vieron juntos narran cómo Hepburn cambió su actitud completamente al rodearse de Tracy. Le obedecía y lo cuidaba como si fuese una madre, al mismo tiempo que Tracy se hizo muy dependiente de ella. Pasaron períodos de tiempo en los que frecuentemente estaban separados debido a su trabajo, sobre todo en la década de 1950 cuando Hepburn estuvo en gran parte en el extranjero por compromisos profesionales.
La salud de Tracy declinó significativamente en la década de 1960 y Hepburn se tomó un alto de cinco años en su carrera para cuidarlo. Se mudó a la casa del actor en ese período y estuvo con él cuando murió el 10 de junio de 1967, aunque por consideración a su esposa, no asistió a su funeral. No fue sino hasta después de la muerte de Louise Tracy en 1983 que comenzó a hablar públicamente sobre sus sentimientos hacia su frecuente compañero de reparto. En respuesta a la pregunta de por qué se quedó con Tracy durante tanto tiempo a pesar de la naturaleza de su relación, dijo: «Honestamente, no lo sé. Solo puedo decir que nunca podría haberlo dejado». Afirmó no saber lo que él sentía por ella y que «solo pasamos veintisiete años [sic] juntos que fueron para mí la felicidad absoluta».

## Actuaciones: técnica y análisis
Muchos coinciden en que Hepburn no era una actriz instintiva. Le gustaba estudiar el texto y el personaje cuidadosamente de antemano, asegurándose de que los conocía por completo, luego los ensayaba tanto como le fuera posible y filmaba múltiples tomas de una misma escena. Su auténtica pasión por la industria hizo que se comprometiera fuertemente con cada rol e insistiera en el aprendizaje de las habilidades necesarias y la realización de acrobacias por su cuenta. No solo era conocida por aprender sus propias líneas sino también las de sus compañeros de reparto. Al comentar sobre su entusiasmo, Stanley Kramer dijo: «Trabajo, trabajo, trabajo. Puede trabajar hasta que todos caigan rendidos». Hepburn se involucró en la producción de cada una de sus películas mediante sugerencias para el guion o manifestando su opinión acerca de todo, desde el vestuario a la iluminación o la fotografía.
Los personajes que interpretaba eran, salvo contadas excepciones, ricos e inteligentes, y con frecuencia fuertes e independientes. Esos personajes rudos tendían a ser humillados en alguna forma y revelaban tener una debilidad oculta. Garson Kanin describió lo que él llamó «la fórmula para el éxito de Hepburn»: una chica... de alta posición social, o engreída, es bajada a la tierra por una más terrenal, o una de poca cultura... o una situación catastrófica. Parece haber funcionado una y otra vez». Debido a la repetición de ese prototipo de personajes, Britton ve a Hepburn tan envuelta en las «contradicciones» de la «naturaleza y el estatus» de la mujer como las mujeres fuertes que interpreta que finalmente «se restablecen en una posición segura dentro del statu quo». El crítico de cine Molly Haskell comentó la importancia de eso para la carrera de Hepburn: por su presencia intimidante, era necesario que sus personajes «hicieran algo que los rebajara un poco para permanecer en el lado bueno de la audiencia».
Hepburn es una de las actrices más célebres de Estados Unidos, pero también ha sido criticada por su falta de versatilidad. Su actuación en pantalla coincidía estrechamente con su personalidad de la vida cotidiana, algo que admitió por sí misma. En 1991 le aclaró a un periodista: «Creo que soy siempre la misma. Tenía una personalidad muy definida y me gustaba el material que mostrara esa personalidad». El dramaturgo y autor David Macaray señaló: «Observas a Katharine Hepburn en cada película que protagonizó y te preguntas a ti mismo si no está actuando, naturalmente, el mismo papel una y otra vez... Emblema o no, no confundamos una mujer única y realmente fascinante con una actriz de primera calidad». Otra crítica mencionada a menudo es con respecto a su conducta demasiado fría.

## Legado

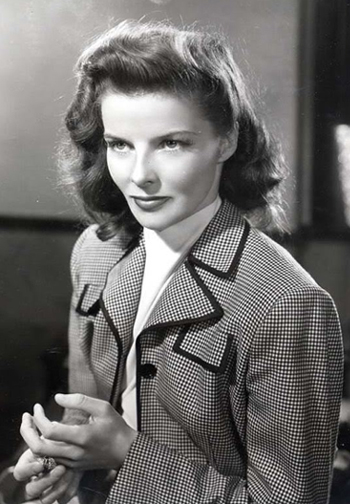
Hepburn, con su estilo de vida poco convencional y las mujeres independientes que recreó en el cine (como Tess Harding en Woman of the Year, en imagen), representó a la mujer emancipada estadounidense del.

Hepburn es considerada una figura cultural importante e influyente. Ros Horton y Sally Simmons la incluyeron en su libro Mujeres que cambiaron el mundo, que honra a cincuenta mujeres que ayudaron a formar la historia y la cultura del mundo. También es nombrada en la lista de las «300 mujeres que cambiaron el mundo» de la Encyclopædia Britannica, en el libro Las 100 mujeres más importantes del siglo XX del Ladies Home Journal, en los «100 íconos del siglo» de la revista Variety y ocupa el puesto 84 en la lista de los «200 mayores íconos de la cultura pop de todos los tiempos» de VH1. En 1999, el American Film Institute nombró a Hepburn como la mayor estrella femenina de todos los tiempos.
En cuanto al legado cinematográfico de Hepburn, el locutor Sheridan Morley dijo que «rompió el molde» para las mujeres en Hollywood, trayendo una nueva generación de mujeres resueltas a la pantalla. El académico de cine Andrew Britton escribió una monografía en la que estudió «su presencia clave dentro del Hollywood clásico, una alteración coherente, potencialmente radical» y señaló su influencia «central» en llevar cuestiones feministas a la pantalla. Maryann Pasda DiEdwardo alegó que las actuaciones de Hepburn fomentaron una «determinación hacia una nueva visión de las mujeres».
Fuera de la pantalla, Hepburn vivió de manera adelantada a su tiempo; de ese modo llegó a simbolizar a la «mujer moderna» y jugó un papel importante en el cambio de actitud hacia el género femenino. Horton y Simmons escribieron «Segura de sí misma, inteligente e ingeniosa, ganadora de un Óscar en cuatro ocasiones, Katharine Hepburn desafió las convenciones a lo largo de su vida profesional y personal... Hepburn proporciona una imagen de una mujer asertiva de la que las [mujeres] puedan aprender y observar». Después de la muerte de Hepburn, la historiadora de cine Jeanine Basinger declaró: «Lo que nos trajo fue un nuevo tipo de heroína —moderna e independiente—. Era hermosa, pero no se fio de eso». Maria McNamara, una periodista de espectáculos y crítica de Los Angeles Times, escribió que «más que una estrella de cine, Katharine Hepburn fue la santa patrona de las mujeres estadounidenses independientes». Sin embargo, no fue venerada universalmente por las feministas, que estaban enfadadas por sus declaraciones públicas acerca de que la mujer «no puede tenerlo todo» en referencia a la carrera profesional y la familia.
El legado de Hepburn se extiende al ámbito de la moda, en el que fue pionera por llevar pantalones en un momento en que era revolucionario para una mujer. Contribuyó a la fabricación de pantalones adecuados para las mujeres al mismo tiempo que las fanes comenzaron a imitar su vestuario. En 1986 recibió un premio por su trayectoria en el Concejo de Diseñadores de Moda de Estados Unidos, en reconocimiento a la influencia que tuvo en la moda femenina.
Una serie de películas de Hepburn se convirtieron en clásicos del cine estadounidense y, de hecho, cuatro de sus filmes —The African Queen, The Philadelphia Story, Bringing Up Baby y Guess Who's Coming to Dinner— figuran en la lista de las 100 mejores películas estadounidenses de todos los tiempos del American Film Institute. Adam's Rib y Woman of the Year fueron incluidas en la lista de las 100 mejores comedias estadounidenses de todos los tiempos según el AFI. Su voz aristocrática entrecortada es considerada una de las más distintivas en la historia del cine.[Ejemplo de Stage Door (1937)ⓘ]

### Memoriales

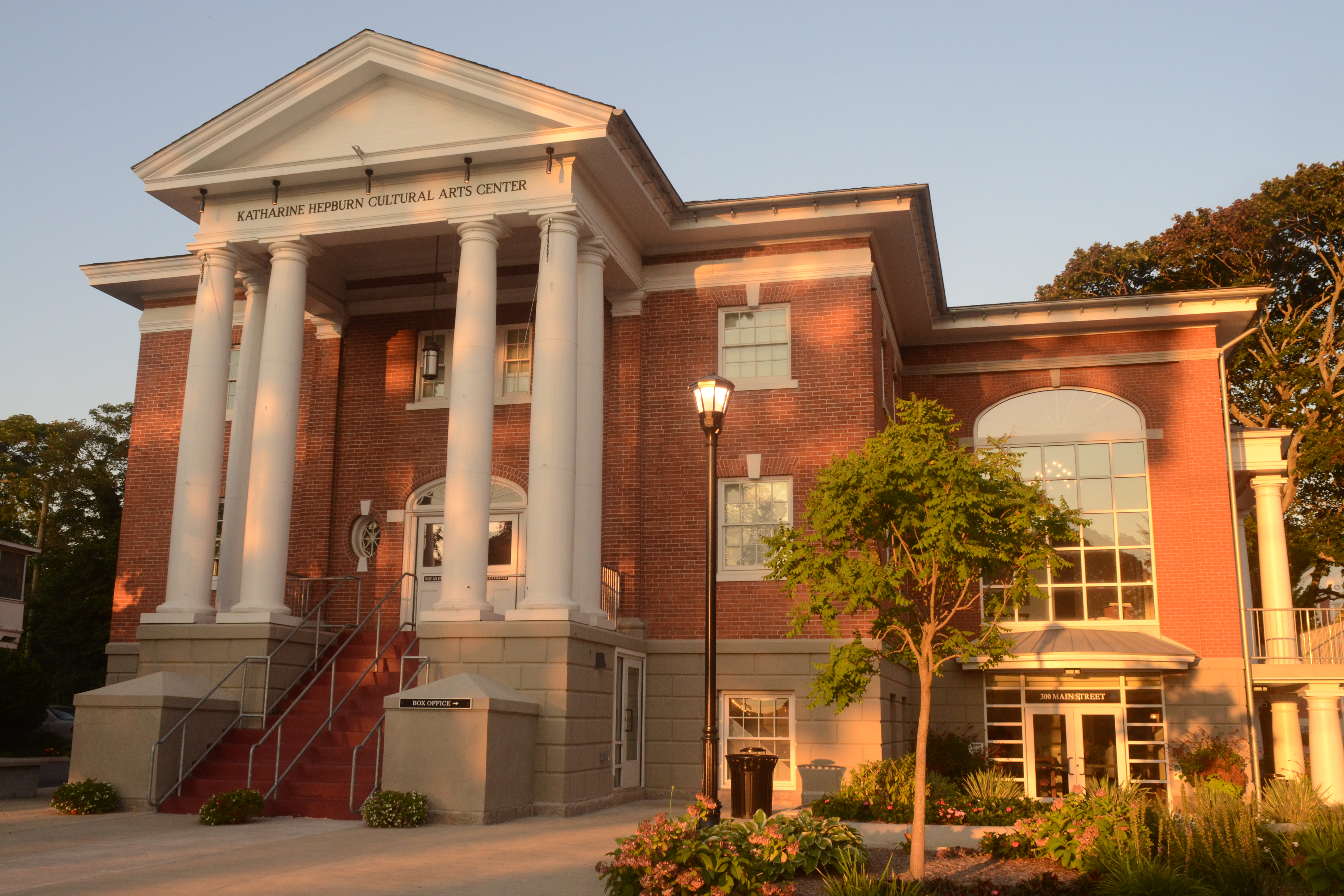
El Centro de Artes Culturales Katharine Hepburn en Connecticut.

Hepburn fue honrada con varios monumentos. La comunidad de Turtle Bay en Manhattan, Nueva York, donde tuvo una residencia por más de 60 años, designó un parque con su nombre en 1997 y, luego de su muerte en 2003, la intersección de la East 49th Street y la 2.ª Avenida fue renombrada a «Lugar Katharine Hepburn». Tres años después, el Bryn Mawr College —el alma mater de Hepburn— creó el Centro Katharine Houghton Hepburn en dedicación a la actriz y a su madre, que alienta a las mujeres a pronunciarse sobre cuestiones importantes que afecten a su género. El centro entrega la medalla anual Katharine Hepburn que «reconoce a las mujeres cuyas vidas, trabajo y contribuciones encarnen la inteligencia, el manejo y la independencia de la actriz ganadora de cuatro premios Óscar». El Centro de Artes Culturales Katharine Hepburn, que incluye un espacio de actuación y un museo con su nombre, fue inaugurado en 2009 en Old Saybrook, Connecticut, donde su familia poseía una casa de playa que la actriz amaba y que más tarde adquirió.
La Biblioteca de la Academia de Artes y Ciencias Cinematográficas y la Biblioteca Pública de Nueva York mantienen colecciones de documentos personales de Hepburn. Una parte de la colección de Nueva York, que documenta su carrera teatral, fue presentada en una exposición de cinco meses, Katharine Hepburn: In Her Own Files, en 2009. Se celebraron otras exhibiciones para enseñar su carrera; One Life: Kate, A Centennial Celebration se llevó a cabo en la Galería Nacional de Retratos en Washington desde noviembre de 2007 hasta septiembre de 2008 con ocasión de su centenario. La Universidad de Kent exhibió parte de sus películas y vestuario teatral desde octubre de 2010 hasta septiembre de 2011 en Katharine Hepburn: Dressed for Stage and Screen. Hepburn también fue honrada con un sello postal propio como parte de la serie de estampillas «Leyendas de Hollywood» y en 2015, el British Film Institute realizó una retrospectiva de dos meses con sus trabajos.

### Caracterizaciones
Hepburn fue el tema principal de una obra de monólogos, Tea at Five, escrita por Matthew Lombardo y estrenada en 2002 en el Hartford Stage. El primer acto mostraba a Hepburn en 1938 luego de ser calificada como «veneno de taquilla» y el segundo en 1983, donde reflexionaba sobre su vida y su carrera. Fue recreada también en Tea at Five por Kate Mulgrew, Tovah Feldshuh, Stephanie Zimbalist y Charles Busch. Feldshuh también apareció como Hepburn en The Amazing Howard Hughes, una película para televisión de 1977, mientras que Mearle Ann Taylor la interpretó más tarde en The Scarlett O'Hara War (1980). En la película biográfica de Martin Scorsese sobre Howard Hughes, El aviador (2004), fue retratada por Cate Blanchett, que ganó el Óscar a la mejor actriz de Reparto por su actuación. Fue el primer caso donde el papel de una actriz ganadora de un Óscar —en este caso Hepburn— se convirtió en el ganador de un premio de la Academia. En 2014 se anunció el desarrollo de dos filmes biográficos sobre Hepburn, uno basado en su relación con Spencer Tracy y otro que abarca sus primeros años en Hollywood con base en el relato de William Mann.

## Premios y reconocimientos
Hepburn obtuvo cuatro premios de la Academia, un número récord para cualquier intérprete y un total de doce nominaciones al Óscar a la mejor actriz, una cifra solo superada por Meryl Streep. También posee el récord del período de tiempo más largo entre la primera y última nominación al Óscar —48 años—. A lo largo de su vida, recibió dos premios y cinco nominaciones de la Academia Británica de las Artes Cinematográficas y de la Televisión (BAFTA), un premio y seis nominaciones en los Emmy, ocho nominaciones a los Globos de Oro, dos nominaciones a los premios Tony, reconocimientos del Festival de Cine de Cannes y del Festival de Cine de Venecia, el New York Film Critics Circle Award, el People's Choice Awards, entre otros. Hepburn fue incluida en el salón de la fama del American Theatre en 1979 y fue galardonada con un premio a la Trayectoria del Sindicato de Actores ese mismo año. Además, recibió el premio Kennedy en 1990 en reconocimiento a los logros de una vida en las artes.
Premios Óscar
| Año  | Categoría    | Película                     | Resultado |
| ---- | ------------ | ---------------------------- | --------- |
| 1934 | Mejor actriz | Gloria de un día             | Ganadora  |
| 1936 | Mejor actriz | Sueños de juventud           | Nominada  |
| 1941 | Mejor actriz | The Philadelphia Story       | Nominada  |
| 1943 | Mejor actriz | La mujer del año             | Nominada  |
| 1952 | Mejor actriz | The African Queen            | Nominada  |
| 1956 | Mejor actriz | Locuras de verano            | Nominada  |
| 1957 | Mejor actriz | El farsante                  | Nominada  |
| 1960 | Mejor actriz | Suddenly, Last Summer        | Nominada  |
| 1963 | Mejor actriz | Larga jornada hacia la noche | Nominada  |
| 1968 | Mejor actriz | Guess Who's Coming to Dinner | Ganadora  |
| 1969 | Mejor actriz | El león en invierno          | Ganadora  |
| 1982 | Mejor actriz | On Golden Pond               | Ganadora  |

Premios BAFTA
| Año  | Categoría               | Película                                         | Resultado |
| ---- | ----------------------- | ------------------------------------------------ | --------- |
| 1953 | Mejor actriz extranjera | La impetuosa                                     | Nominada  |
| 1956 | Mejor actriz extranjera | Locuras de verano                                | Nominada  |
| 1957 | Mejor actriz extranjera | The Rainmaker                                    | Nominada  |
| 1968 | Mejor actriz            | Guess Who's Coming to Dinner El león en invierno | Ganadora  |
| 1983 | Mejor actriz            | On Golden Pond                                   | Ganadora  |

Premios David de Donatello
| Año  | Categoría               | Película                     | Resultado |
| ---- | ----------------------- | ---------------------------- | --------- |
| 1968 | Mejor actriz extranjera | Guess Who's Coming to Dinner | Ganadora  |

Premios Globo de Oro
| Año  | Categoría                             | Película                     | Resultado |
| ---- | ------------------------------------- | ---------------------------- | --------- |
| 1952 | Mejor actriz - Comedia o musical      | La impetuosa                 | Nominada  |
| 1956 | Mejor actriz - Drama                  | The Rainmaker                | Nominada  |
| 1959 | Mejor actriz - Drama                  | Suddenly, Last Summer        | Nominada  |
| 1962 | Mejor actriz - Drama                  | Larga jornada hacia la noche | Nominada  |
| 1967 | Mejor actriz - Drama                  | Guess Who's Coming to Dinner | Nominada  |
| 1968 | Mejor actriz - Drama                  | El león en invierno          | Nominada  |
| 1981 | Mejor actriz - Drama                  | On Golden Pond               | Nominada  |
| 1992 | Mejor actriz de miniserie o telefilme | The Man Upstairs             | Nominada  |

Festival Internacional de Cine de Venecia
| Año  | Categoría                        | Película   | Resultado |
| ---- | -------------------------------- | ---------- | --------- |
| 1934 | Medalla de Oro a la mejor actriz | Mujercitas | Ganadora  |

Festival Internacional de Cine de Cannes
| Año  | Categoría    | Película                     | Resultado |
| ---- | ------------ | ---------------------------- | --------- |
| 1962 | Mejor actriz | Larga jornada hacia la noche | Ganadora  |

## Filmografía y apariciones teatrales
Durante sus 66 años de carrera, Hepburn apareció en 44 películas, 8 películas para televisión y 33 obras de teatro. Su carrera en cine abarcó una variedad de géneros, incluyendo comedias alocadas, dramas de época y adaptaciones de obras de los principales dramaturgos de Estados Unidos. Actuó en el escenario desde la década de 1920 a la de 1980 en piezas teatrales de Shakespeare y Shaw, y musicales de Broadway.
Filmografía:
- A Bill of Divorcement (1932)
- Christopher Strong (1933)
- Morning Glory (1933)
- Little Women (1933)
- Spitfire (1934)
- The Little Minister (1934)
- Break of Hearts (1935)
- Alice Adams (1935)
- Sylvia Scarlett (1935)
- Mary of Scotland (1936)
- A Woman Rebels (1936)
- Quality Street (1937)
- Stage Door (1937)
- Bringing Up Baby (1938)
- Holiday (1938)
- The Philadelphia Story (1940)
- Woman of the Year (1942)
- Keeper of the Flame (1942)
- Stage Door Canteen (1943)
- Dragon Seed (1944)
- Without Love (1945)
- Undercurrent (1946)
- The Sea of Grass (1947)
- Song of Love (1947)
- State of the Union (1948)
- Adam's Rib (1949)
- The African Queen (1951)
- Pat and Mike (1952)
- Summertime (1955)
- The Rainmaker (1956)
- The Iron Petticoat(1956)
- Desk Set (1957)
- Suddenly, Last Summer (1959)
- Long Day's Journey into Night (1962)
- Guess Who's Coming to Dinner (1967)
- The Lion in Winter (1968)
- The Madwoman of Chaillot (1969)
- The Trojan Women (1971)
- A Delicate Balance (1973)
- Rooster Cogburn (1975)
- Olly, Olly, Oxen Free (1978)
- On Golden Pond (1981)
- Grace Quigley (1985)
- Love Affair (1994)

Televisión:
- The Glass Menagerie (1973)
- Love Among the Ruins (1975)
- The Corn Is Green (1979)
- The Spencer Tracy Legacy: A Tribute by Katharine Hepburn (1985)
- Mrs. Delafield Wants to Marry (1986)
- Laura Lansing Slept Here (1988)
- The Man Upstairs (1992)
- Katharine Hepburn: All About Me (1993)
- This Can't Be Love (1994)
- One Christmas (1994)

Obras de teatro seleccionadas:
- The Admirable Crichton (1930)
- Un mes en el campo (1930)
- The Cat and the Canary (1931)
- The Philadelphia Story (1939–1941)
- As You Like It (1950)
- The Millionairess (1952)
- The Taming of the Shrew (1955)
- Measure for Measure (1955)
- The Merchant of Venice (1955 y 1957)
- Much Ado About Nothing (1957)
- Twelfth Night (1960)
- Antony and Cleopatra (1960)
- Coco (1969–1970)
- A Matter of Gravity (1976–1977)
- The West Side Waltz (1981)